# Ekstraklasa w piłce nożnej (2023/2024)/Wyniki spotkań jesień

## Zestawienie wszystkich rozegranych meczów
Kliknięcie na wynik powoduje przejście do opisu danego spotkania.
| Gospodarz \ Gość      | CRA | GZA | JAG | KOR | LPO | LEG | ŁKS | PIA | POG | PNI | RAD | RAK | RCH | SMI | ŚLĄ | WAR | WID | ZLU |
| --------------------- | --- | --- | --- | --- | --- | --- | --- | --- | --- | --- | --- | --- | --- | --- | --- | --- | --- | --- |
| Cracovia              |     | 5–0 | 2–4 | 0–0 | 1–1 | 2–0 | 2–2 | 1–1 | 1–5 | 0–1 | 6–0 | 2–0 | 4–4 | 2–2 | 0–1 | 0–1 | 2–2 | 2–1 |
| Górnik Zabrze         | 1–0 |     | 2–1 | 3–1 | 0–0 | 1–3 | 4–1 | 0–0 | 1–0 | 1–1 | 0–2 | 2–1 | 1–0 | 1–1 | 2–0 | 3–0 | 1–1 | 0–2 |
| Jagiellonia Białystok | 1–3 | 4–1 |     | 3–0 | 1–2 | 2–0 | 6–0 | 0–0 | 2–2 | 4–1 | 3–2 | 4–2 | 1–1 | 4–0 | 3–1 | 3–0 | 2–1 | 3–0 |
| Korona Kielce         | 1–1 | 0–1 | 2–2 |     | 0–1 | 3–3 | 2–1 | 1–1 | 2–2 | 5–3 | 4–0 | 0–2 | 2–0 | 1–0 | 1–1 | 1–1 | 1–1 | 2–0 |
| Lech Poznań           | 0–0 | 1–1 | 3–3 | 1–2 |     | 1–2 | 3–1 | 0–1 | 1–0 | 4–1 | 2–0 | 4–1 | 2–0 | 2–1 | 0–0 | 2–0 | 1–3 | 2–0 |
| Legia Warszawa        | 2–0 | 2–1 | 1–1 | 1–0 | 0–0 |     | 3–0 | 3–1 | 1–1 | 1–1 | 0–3 | 1–2 | 3–0 | 1–3 | 0–0 | 2–2 | 3–1 | 2–1 |
| ŁKS Łódź              | 0–2 | 0–5 | 2–2 | 2–1 | 2–3 | 1–1 |     | 3–3 | 1–0 | 3–2 | 3–2 | 1–1 | 1–1 | 3–2 | 1–2 | 0–2 | 0–2 | 0–2 |
| Piast Gliwice         | 0–0 | 1–3 | 1–1 | 0–0 | 1–2 | 1–1 | 4–0 |     | 0–0 | 1–0 | 2–3 | 2–1 | 0–0 | 3–0 | 2–2 | 2–0 | 3–2 | 2–0 |
| Pogoń Szczecin        | 3–1 | 1–0 | 2–1 | 3–1 | 5–0 | 3–4 | 4–2 | 0–2 |     | 1–0 | 0–2 | 1–1 | 5–0 | 2–3 | 0–2 | 3–3 | 2–1 | 0–2 |
| Puszcza Niepołomice   | 1–1 | 2–1 | 3–3 | 1–1 | 2–1 | 1–1 | 2–1 | 1–0 | 0–2 |     | 1–1 | 1–1 | 2–2 | 1–0 | 1–3 | 1–0 | 1–0 | 2–2 |
| Radomiak Radom        | 0–1 | 1–1 | 0–2 | 1–1 | 2–2 | 0–1 | 3–0 | 1–1 | 0–4 | 1–1 |     | 2–1 | 0–2 | 2–1 | 0–1 | 3–2 | 1–3 | 3–4 |
| Raków Częstochowa     | 1–1 | 0–1 | 3–0 | 1–0 | 4–0 | 1–1 | 1–0 | 3–1 | 2–1 | 2–0 | 3–0 |     | 1–1 | 2–0 | 1–2 | 2–2 | 1–1 | 5–0 |
| Ruch Chorzów          | 2–0 | 1–2 | 0–1 | 1–1 | 2–1 | 0–1 | 2–0 | 3–0 | 0–3 | 0–0 | 0–0 | 3–5 |     | 1–1 | 2–2 | 0–0 | 2–3 | 2–2 |
| Stal Mielec           | 2–2 | 2–1 | 3–2 | 2–3 | 0–0 | 1–3 | 1–0 | 0–0 | 0–0 | 2–1 | 2–0 | 0–0 | 3–1 |     | 3–1 | 0–1 | 0–0 | 4–2 |
| Śląsk Wrocław         | 4–0 | 1–1 | 2–1 | 0–0 | 3–1 | 4–0 | 2–1 | 1–0 | 0–1 | 0–0 | 2–0 | 1–1 | 2–3 | 0–1 |     | 2–1 | 2–1 | 1–2 |
| Warta Poznań          | 0–0 | 2–0 | 1–2 | 1–0 | 0–2 | 0–1 | 0–1 | 1–1 | 0–1 | 0–2 | 0–0 | 2–1 | 2–2 | 5–2 | 0–1 |     | 2–1 | 1–1 |
| Widzew Łódź           | 2–0 | 3–1 | 1–3 | 3–1 | 1–1 | 1–0 | 1–0 | 1–0 | 1–2 | 3–2 | 0–3 | 0–1 | 2–1 | 1–0 | 0–2 | 0–1 |     | 1–3 |
| Zagłębie Lubin        | 1–1 | 1–2 | 1–2 | 1–0 | 1–1 | 0–3 | 2–1 | 1–1 | 1–0 | 1–0 | 2–3 | 2–0 | 2–1 | 0–0 | 1–2 | 1–0 | 1–1 |     |

## Jesień (21 lipca – 18 grudnia)
Źródło :

### 1. kolejka (21 – 24 lipca)
| 121 lipca 2023 | Warta Poznań      | 0:1   | Pogoń Szczecin | |
| 18:00          |                   | (0:1) | 36' Kuluris    | Stadion Dyskobolii Grodzisk Wielkopolski, Grodzisk Wielkopolski Widzów: 3274 Sędzia: Damian Sylwestrzak (Wrocław) |
| 18:00          | Pleśnierowicz 69' | (0:1) |                | Stadion Dyskobolii Grodzisk Wielkopolski, Grodzisk Wielkopolski Widzów: 3274 Sędzia: Damian Sylwestrzak (Wrocław) |

| 221 lipca 2023 | Legia Warszawa        | 3:0   | ŁKS Łódź | |
| 20:30          | Pekhart 25', 56', 68' | (1:0) |          | Stadion Miejski Legii Warszawa im. Marszałka Józefa Piłsudskiego, Warszawa Widzów: 26 584 Sędzia: Karol Arys (Szczecin) |

| 322 lipca 2023 | Stal Mielec                | 2:2   | Cracovia                      | |
| 15:00          | Szkuryn 24' · Domański 36' | (2:0) | 54' Jaroszyński · 61' Rakoczy | Stadion Miejskiego Ośrodka Sportu i Rekreacji w Mielcu, Mielec Widzów: 6392 Sędzia: Bartosz Frankowski (Toruń) |
| 15:00          | Ehmann 44' · Trąbka 49'    | (2:0) | 22' Knap · 90+8' Oshima       | Stadion Miejskiego Ośrodka Sportu i Rekreacji w Mielcu, Mielec Widzów: 6392 Sędzia: Bartosz Frankowski (Toruń) |

| 422 lipca 2023 | Raków Częstochowa                            | 3:0   | Jagiellonia Białystok | |
| 17:30          | Zwoliński 45+2', 63' (k) · Nowak 65'         | (1:0) |                       | Miejski Stadion Piłkarski Raków w Częstochowie, Częstochowa Widzów: 5346 Sędzia: Paweł Raczkowski (Warszawa) |
| 17:30          | 9' Pululu · 10' Nastić · 30' Imaz · 84' Nené | (1:0) |                       | Miejski Stadion Piłkarski Raków w Częstochowie, Częstochowa Widzów: 5346 Sędzia: Paweł Raczkowski (Warszawa) |

| 522 lipca 2023 | Piast Gliwice   | 1:2   | Lech Poznań                                                |                                                                        |
| 20:00          | Dziczek 43' (k) | (1:0) | 46', 54' Marchwiński                                       | Stadion Miejski, Gliwice Widzów: 5784 Sędzia: Szymon Marciniak (Płock) |
| 20:00          | Mosór 13'       | (1:0) | 22' Karlström · 61' Murawski · 90+1' Sousa · 90+4' Sobiech | Stadion Miejski, Gliwice Widzów: 5784 Sędzia: Szymon Marciniak (Płock) |

| 623 lipca 2023 | Górnik Zabrze              | 0:2   | Radomiak Radom            |                                                                                 |
| 15:00          |                            | (0:0) | 60' Henrique · 65' Wolski | Stadion im. Ernesta Pohla, Zabrze Widzów: 16 543 Sędzia: Tomasz Musiał (Kraków) |
| 15:00          | Yokota 18' · Wojtuszek 86' | (0:0) |                           | Stadion im. Ernesta Pohla, Zabrze Widzów: 16 543 Sędzia: Tomasz Musiał (Kraków) |

| 723 lipca 2023 | Zagłębie Lubin            | 2:1   | Ruch Chorzów                                  |                                                                                 |
| 17:30          | Makowski 71' · Kłudka 81' | (0:1) | 28' (sam.) Ławniczak                          | Stadion Zagłębia Lubin, Lubin Widzów: 8763 Sędzia: Jarosław Przybył (Kluczbork) |
| 17:30          | Dąbrowski 55'             | (0:1) | 45+1' Sadlok · 45+3' Szywacz · 85' Baranowski | Stadion Zagłębia Lubin, Lubin Widzów: 8763 Sędzia: Jarosław Przybył (Kluczbork) |

| 823 lipca 2023 | Widzew Łódź                               | 3:2   | Puszcza Niepołomice         |                                                                       |
| 20:00          | Davo 35' · Stępiński 55' · Cigaņiks 90+3' | (1:1) | 8' Siemaszko · 90+9' Kidrič | Stadion Widzewa Łódź, Łódź Widzów: 17 098 Sędzia: Piotr Lasyk (Bytom) |
| 20:00          | Kun 30' · Hanousek 57' · Davo 61'         | (1:1) |                             | Stadion Widzewa Łódź, Łódź Widzów: 17 098 Sędzia: Piotr Lasyk (Bytom) |

| 924 lipca 2023 | Korona Kielce                        | 1:1   | Śląsk Wrocław                           |                                                                 |
| 19:00          | Dalmau 83'                           | (0:0) | 48' Konczkowski                         | Suzuki Arena, Kielce Widzów: 12 266 Sędzia: Damian Kos (Gdańsk) |
| 19:00          | Petrov 34' · Takáč 61' · Deaconu 76' | (0:0) | 37' Petkov · 69' Olsen · 90+2' Szwedzik | Suzuki Arena, Kielce Widzów: 12 266 Sędzia: Damian Kos (Gdańsk) |

### 2. kolejka (28 – 31 lipca)
| 128 lipca 2023 | Ruch Chorzów                                             | 2:0   | ŁKS Łódź                                 |                                                                          |
| 20:30          | Michalski 14' · Swędrowski 75'                           | (1:0) |                                          | Stadion Miejski, Gliwice Widzów: 9736 Sędzia: Damian Sylwestrzak Wrocław |
| 20:30          | Szymon Szymański 30' · Letniowski 56' · Swędrowski 90+2' | (1:0) | 3', 83' Mokrzycki · 90' Jakub Letniowski | Stadion Miejski, Gliwice Widzów: 9736 Sędzia: Damian Sylwestrzak Wrocław |

| 229 lipca 2023 | Warta Poznań                 | 2:0   | Górnik Zabrze | |
| 15:00          | Szmyt 35' (k) · Kupczak 87'  | (1:0) |               | Stadion Dyskobolii Grodzisk Wielkopolski, Grodzisk Wielkopolski Widzów: 2079 Sędzia: Krzysztof Jakubik (Siedlce) |
| 15:00          | 20' Szcześniak · 73' Janicki | (1:0) |               | Stadion Dyskobolii Grodzisk Wielkopolski, Grodzisk Wielkopolski Widzów: 2079 Sędzia: Krzysztof Jakubik (Siedlce) |

| 329 lipca 2023 | Jagiellonia Białystok                                      | 4:1   | Puszcza Niepołomice |                                                                          |
| 17:30          | Wojciech Łaski 45+2' · Nené 66' · Pululu 81' · Lewicki 88' | (1:0) | 76' Łukasz Sołowiej | Stadion Miejski, Białystok Widzów: 8478 Sędzia: Patryk Gryckiewicz Toruń |
| 17:30          | Matysik 75' · Wdowik 87' · Kupisz 90+5'                    | (1:0) |                     | Stadion Miejski, Białystok Widzów: 8478 Sędzia: Patryk Gryckiewicz Toruń |

| 429 lipca 2023 | Śląsk Wrocław    | 1:2   | Zagłębie Lubin              |                                                                           |
| 20:00          | Expósito 24' (k) | (1:0) | 53' Kurminowski · 57' Bohar | Tarczyński Arena, Wrocław Widzów: 16 928 Sędzia: Szymon Marciniak (Płock) |
| 20:00          | Leiva 42'        | (1:0) | 28' Kopacz                  | Tarczyński Arena, Wrocław Widzów: 16 928 Sędzia: Szymon Marciniak (Płock) |

| 530 lipca 2023 | Stal Mielec | 0:0   | Piast Gliwice | |
| 15:00          |             | (0:0) |               | Stadion Miejskiego Ośrodka Sportu i Rekreacji w Mielcu, Mielec Widzów: 5526 Sędzia: Tomasz Kwiatkowski (Warszawa) |

| 630 lipca 2023 | Lech Poznań                                            | 2:0   | Radomiak Radom            |                                                                            |
| 17:30          | Ishak 40' · Szymczak 83'                               | (1:0) |                           | Stadion Poznań, Poznań Widzów: 23 198 Sędzia: Daniel Stefański (Bydgoszcz) |
| 17:30          | Murawski 25' · Andersson 56' · Velde 57' · Douglas 82' | (1:0) | 25' Machado · 54' Jakubik | Stadion Poznań, Poznań Widzów: 23 198 Sędzia: Daniel Stefański (Bydgoszcz) |

| 730 lipca 2023 | Pogoń Szczecin            | 2:1   | Widzew Łódź  |                                                                                               |
| 20:00          | Zahovič 46' · Kuluris 64' | (0:1) | 4' Pawłowski | Stadion Miejski im. Floriana Krygiera, Szczecin Widzów: 20 024 Sędzia: Tomasz Musiał (Kraków) |
| 20:00          | Koútris 37'               | (0:1) | 43' Nunes    | Stadion Miejski im. Floriana Krygiera, Szczecin Widzów: 20 024 Sędzia: Tomasz Musiał (Kraków) |

| 820 grudnia 2023          | Cracovia                            | 2:0   | Legia Warszawa |                                                                                             |
|                           | Källman 25', 57'                    | (1:0) |                | Stadion Cracovii im. Józefa Piłsudskiego, Kraków Widzów: 8093 Sędzia: Karol Arys (Szczecin) |
| Kakabadze 7' · Makuch 88' | 41' Gual · 45' Pankov · 90+3' Josué | (1:0) |                | Stadion Cracovii im. Józefa Piłsudskiego, Kraków Widzów: 8093 Sędzia: Karol Arys (Szczecin) |

| 913 marca 2024 | Korona Kielce               | 0:2   | Raków Częstochowa                  |                                                                        |
| 18:30          |                             | (0:2) | 3' Crnac · 6' Koczerhin            | Suzuki Arena, Kielce Widzów: 7747 Sędzia: Jarosław Przybył (Kluczbork) |
| 18:30          | Remacle 14' · Podgórski 17' | (0:2) | 56', 69' Arsenić · 87' Jean Carlos | Suzuki Arena, Kielce Widzów: 7747 Sędzia: Jarosław Przybył (Kluczbork) |

### 3. kolejka (4 – 7 sierpnia)
| 14 sierpnia 2023 | Jagiellonia Białystok       | 2:1   | Widzew Łódź                               |                                                                              |
| 18:00            | Pululu 79' (k) · Wdowik 86' | (0:1) | 36' Terpiłowski                           | Stadion Miejski, Białystok Widzów: 11 547 Sędzia: Bartosz Frankowski (Toruń) |
| 18:00            | Olszewski 49'               | (0:1) | 39' Terpiłowski · 58' Sánchez · 80' Silva | Stadion Miejski, Białystok Widzów: 11 547 Sędzia: Bartosz Frankowski (Toruń) |

| 24 sierpnia 2023 | ŁKS Łódź                                | 2:1   | Korona Kielce                          |                                                                               |
| 20:30            | Dani Ramírez 28' (k) · Tutyškinas 90+9' | (1:0) | 88' (k) Dalmau                         | Stadion Miejski w Łodzi, Łódź Widzów: 10 428 Sędzia: Szymon Marciniak (Płock) |
| 20:30            | Louveau 39' · Jurić 85'                 | (1:0) | 30' Podgórski · 54' Deaconu · 86' Nono | Stadion Miejski w Łodzi, Łódź Widzów: 10 428 Sędzia: Szymon Marciniak (Płock) |

| 35 sierpnia 2023 | Raków Częstochowa                   | 2:2   | Warta Poznań           | |
| 15:00            | Zwoliński 50' (k) · Jean Carlos 83' | (0:1) | 5' Luís · 57' Żurawski | Miejski Stadion Piłkarski Raków w Częstochowie, Częstochowa Widzów: 5236 Sędzia: Karol Arys (Szczecin) |
| 15:00            | Papanikolau 63'                     | (0:1) | 43' Szmyt              | Miejski Stadion Piłkarski Raków w Częstochowie, Częstochowa Widzów: 5236 Sędzia: Karol Arys (Szczecin) |

| 45 sierpnia 2023 | Górnik Zabrze                                               | 0:0   | Piast Gliwice                                          |                                                                              |
| 17:30            |                                                             | (0:0) |                                                        | Stadion im. Ernesta Pohla, Zabrze Widzów: 16 697 Sędzia: Piotr Lasyk (Bytom) |
| 17:30            | Dadok 16' · Podolski 16' · Jensen 31' · Szcześniak 61', 70' | (0:0) | 16' Mosór · 16' Czerwiński · 39' Dziczek · 60' Chrapek | Stadion im. Ernesta Pohla, Zabrze Widzów: 16 697 Sędzia: Piotr Lasyk (Bytom) |

| 55 sierpnia 2023 | Radomiak Radom | 0:1   | Cracovia    |                                                                                       |
| 20:00            |                | (0:1) | 24' Källman | Stadion im. Braci Czachorów, Radom Widzów: 8 295 Sędzia: Jarosław Przybył (Kluczbork) |
| 20:00            | Rossi 90'      | (0:1) | 70' Makuch  | Stadion im. Braci Czachorów, Radom Widzów: 8 295 Sędzia: Jarosław Przybył (Kluczbork) |

| 66 sierpnia 2023 | Zagłębie Lubin                                            | 1:1   | Lech Poznań                                         |                                                                          |
| 17:30            | Kurminowski 41'                                           | (1:0) | 76' Blažič                                          | Stadion Zagłębia Lubin, Lubin Widzów: 15 813 Sędzia: Damian Kos (Gdańsk) |
| 17:30            | Pieńko 45+2' · Kłudka 45+4' · Dąbrowski 60' · Chodyna 67' | (1:0) | 48' Milić · 50' Murawski · 50' Ishak · 54' Bednarek | Stadion Zagłębia Lubin, Lubin Widzów: 15 813 Sędzia: Damian Kos (Gdańsk) |

| 76 sierpnia 2023 | Legia Warszawa                             | 3:0   | Ruch Chorzów                                                              | |
| 20:00            | Gual 19' · Pekhart 43' · Josué 68'         | (2:0) |                                                                           | Stadion Miejski Legii Warszawa im. Marszałka Józefa Piłsudskiego, Warszawa Widzów: 25 247 Sędzia: Paweł Malec (Łódź) |
| 20:00            | Çelhaka 8' · Jędrzejczyk 45+1' · Josué 77' | (2:0) | 23' Konrad Kasolik · 27' Michalski · 59' Remigiusz Szywacz · 90+2' Sadlok | Stadion Miejski Legii Warszawa im. Marszałka Józefa Piłsudskiego, Warszawa Widzów: 25 247 Sędzia: Paweł Malec (Łódź) |

| 87 sierpnia 2023 | Puszcza Niepołomice                                     | 1:0   | Stal Mielec                              |                                                                                               |
| 19:00            | Walski 65'                                              | (0:0) |                                          | Stadion Cracovii im. Józefa Piłsudskiego, Kraków Widzów: 2898 Sędzia: Marcin Kochanek (Opole) |
| 19:00            | Siemaszko 41' · Hajda 42' · Majchrzak 75' · Serafin 80' | (0:0) | 61' Hinokio · 65' Kochalski · 68' Wlazło | Stadion Cracovii im. Józefa Piłsudskiego, Kraków Widzów: 2898 Sędzia: Marcin Kochanek (Opole) |

| 930 sierpnia 2023 | Pogoń Szczecin                              | 0:2   | Śląsk Wrocław                                            |                                                                                            |
| 18:30             |                                             | (0:1) | 21' Schwarz · 85' Samiec-Talar                           | Stadion Miejski im. Floriana Krygiera, Szczecin Widzów: 14 562 Sędzia: Damian Kos (Gdańsk) |
| 18:30             | Bichakhchyan 4' · Gamboa 56' · Grosicki 76' | (0:1) | 6' Żukowski · 33' Konczkowski · 53' Pokorný · 54' Bejger | Stadion Miejski im. Floriana Krygiera, Szczecin Widzów: 14 562 Sędzia: Damian Kos (Gdańsk) |

### 4. kolejka (11 – 14 sierpnia)
| 111 sierpnia 2023 | Cracovia                             | 2:1   | Zagłębie Lubin                                  | |
| 18:00             | Makuch 10', 35'                      | (2:0) | 90+2' (k) Chodyna                               | Stadion Cracovii im. Józefa Piłsudskiego, Kraków Widzów: 8437 Sędzia: Daniel Stefański (Bydgoszcz) |
| 18:00             | Oshima 73' · Kacper Śmiglewski 90+9' | (2:0) | 2' Nalepa · 9' Kłudka · 55' Chodyna · 77' Burić | Stadion Cracovii im. Józefa Piłsudskiego, Kraków Widzów: 8437 Sędzia: Daniel Stefański (Bydgoszcz) |

| 211 sierpnia 2023 | Piast Gliwice                                    | 2:1   | Raków Częstochowa                                           |                                                                      |
| 20:30             | Dziczek 72' (k) · Arsenić 90+4' (sam.)           | (0:0) | 81' Koczerhin                                               | Stadion Miejski, Gliwice Widzów: 5455 Sędzia: Tomasz Musiał (Kraków) |
| 20:30             | Tomasiewicz 63' · Katranis 90+2' · Dziczek 90+6' | (0:0) | 3' Berggren · 17' Lederman · 63' Koczerhin · 90+6' Piasecki | Stadion Miejski, Gliwice Widzów: 5455 Sędzia: Tomasz Musiał (Kraków) |

| 312 sierpnia 2023 | Stal Mielec                                 | 3:1   | Śląsk Wrocław      | |
| 15:00             | Hinokio 45', 53' · Trąbka 55'               | (1:0) | 90+3' (k) Expósito | Stadion Miejskiego Ośrodka Sportu i Rekreacji w Mielcu, Mielec Widzów: 5207 Sędzia: Krzysztof Jakubik (Siedlce) |
| 15:00             | Ehmann 39' · Getinger 90' · Pajnowski 90+2' | (1:0) | 18' Petkov         | Stadion Miejskiego Ośrodka Sportu i Rekreacji w Mielcu, Mielec Widzów: 5207 Sędzia: Krzysztof Jakubik (Siedlce) |

| 412 sierpnia 2023 | Korona Kielce                          | 0:1   | Górnik Zabrze                |                                                                         |
| 17:30             |                                        | (0:0) | 90+1' Janicki                | Suzuki Arena, Kielce Widzów: 11 828 Sędzia: Paweł Raczkowski (Warszawa) |
| 17:30             | Zator 51' · Trojak 64' · Godinho 90+4' | (0:0) | 45+2' Sekulić · 62' Olkowski | Suzuki Arena, Kielce Widzów: 11 828 Sędzia: Paweł Raczkowski (Warszawa) |

| 512 sierpnia 2023 | Widzew Łódź                                                                              | 1:0   | ŁKS Łódź                                                    |                                                                                 |
| 20:00             | Sánchez 45'                                                                              | (1:0) |                                                             | Stadion Widzewa Łódź, Łódź Widzów: 17 823 Sędzia: Tomasz Kwiatkowski (Warszawa) |
| 20:00             | Nunes 6' · Filip Przybułek 61' · Hanousek 83' · Miloš 90+7' · Szota 90+8' · Silva 90+10' | (1:0) | 35' Mieszko Lorenc · 85' Jakub Letniowski · 90+8' Marciniak | Stadion Widzewa Łódź, Łódź Widzów: 17 823 Sędzia: Tomasz Kwiatkowski (Warszawa) |

| 613 sierpnia 2023 | Pogoń Szczecin                        | 0:2   | Radomiak Radom            |                                                                                                   |
| 15:00             |                                       | (0:2) | 20' Semedo · 27' Cichocki | Stadion Miejski im. Floriana Krygiera, Szczecin Widzów: 17 842 Sędzia: Bartosz Frankowski (Toruń) |
| 15:00             | 39' Semedo · 45' Rossi · 69' Henrique | (0:2) |                           | Stadion Miejski im. Floriana Krygiera, Szczecin Widzów: 17 842 Sędzia: Bartosz Frankowski (Toruń) |

| 713 sierpnia 2023 | Puszcza Niepołomice                                               | 1:1   | Legia Warszawa                | |
| 17:30             | Łukasz Sołowiej 26'                                               | (1:1) | 34' Josué                     | Stadion Cracovii im. Józefa Piłsudskiego, Kraków Widzów: 5313 Sędzia: Jarosław Przybył (Kluczbork) |
| 17:30             | Zapolnik 50' · Yakuba 73' · Stępień 74' · Hajda 80' · Craciun 87' | (1:1) | 42' Jędrzejczyk · 72' Rosołek | Stadion Cracovii im. Józefa Piłsudskiego, Kraków Widzów: 5313 Sędzia: Jarosław Przybył (Kluczbork) |

| 814 sierpnia 2023 | Warta Poznań                           | 2:2   | Ruch Chorzów                       | |
| 19:00             | Żurawski 16' · Szmyt 45+11' (k)        | (2:1) | 21' Swędrowski · 86' Michał Feliks | Stadion Dyskobolii Grodzisk Wielkopolski, Grodzisk Wielkopolski Widzów: 3458 Sędzia: Patryk Gryckiewicz (Toruń) |
| 19:00             | Savić 23' · Szmyt 46' · Żurawski 90+2' | (2:1) | 50' Sadlok · 80' Foszmańczyk       | Stadion Dyskobolii Grodzisk Wielkopolski, Grodzisk Wielkopolski Widzów: 3458 Sędzia: Patryk Gryckiewicz (Toruń) |

| 924 października 2023 | Lech Poznań                                                                    | 3:3   | Jagiellonia Białystok                      |                                                                            |
| 18:00                 | Ba Loua 2', 51' · Ishak 43'                                                    | (2:0) | 54' Hansen · 66' Skrzypczak · 90+6' Wdowik | Stadion Poznań, Poznań Widzów: 15 372 Sędzia: Damian Sylwestrzak (Wrocław) |
| 18:00                 | Ba Loua 48' · Marchwiński 55' · Andersson 64' · Czerwiński 90+5' · Velde 90+7' | (2:0) | 63' Romanczuk                              | Stadion Poznań, Poznań Widzów: 15 372 Sędzia: Damian Sylwestrzak (Wrocław) |

### 5. kolejka (18 – 21 sierpnia)
| 118 sierpnia 2023 | Zagłębie Lubin          | 1:0   | Puszcza Niepołomice                                           |                                                                             |
| 18:00             | Chodyna 50'             | (0:0) |                                                               | Stadion Zagłębia Lubin, Lubin Widzów: 5607 Sędzia: Łukasz Kuźma (Białystok) |
| 18:00             | Kruk 26' · Kopacz 90+8' | (0:0) | 72' Majchrzak · 87' Crăciun · 90+3' Mroziński · 90+6' Stępień | Stadion Zagłębia Lubin, Lubin Widzów: 5607 Sędzia: Łukasz Kuźma (Białystok) |

| 218 sierpnia 2023 | Górnik Zabrze                          | 1:1   | Widzew Łódź                  |                                                                              |
| 20:30             | Kaprálik 24'                           | (1:0) | 90+5' Sánchez                | Stadion im. Ernesta Pohla, Zabrze Widzów: 14 783 Sędzia: Damian Kos (Gdańsk) |
| 20:30             | Podolski 43' · Sekulić 68' · Dadok 70' | (1:0) | 78' Sánchez · 90+8' Cigaņiks | Stadion im. Ernesta Pohla, Zabrze Widzów: 14 783 Sędzia: Damian Kos (Gdańsk) |

| 319 sierpnia 2023 | Radomiak Radom                           | 3:2   | Warta Poznań                                                                   |                                                                                 |
| 15:00             | Donis 4' · Henrique 22' · Rocha 90+6'    | (2:1) | 20' (k) Szmyt · 48' Vizinger                                                   | Stadion im. Braci Czachorów, Radom Widzów: 8405 Sędzia: Marcin Kochanek (Opole) |
| 15:00             | Cichocki 58' · Grzesik 58' · Rocha 90+8' | (2:1) | 45+8' Żurawski · 67' Vizinger · 76' Borowski · 83' Kupczak · 90+7' Matuszewski | Stadion im. Braci Czachorów, Radom Widzów: 8405 Sędzia: Marcin Kochanek (Opole) |

| 419 sierpnia 2023 | Raków Częstochowa                        | 2:0   | Stal Mielec                           | |
| 17:30             | Papanikolaou 45+2' · Nowak 63'           | (1:0) |                                       | Miejski Stadion Piłkarski Raków w Częstochowie, Częstochowa Widzów: 5236 Sędzia: Karol Arys (Szczecin) |
| 17:30             | Lederman 34' · Tudor 48' · Zwoliński 62' | (1:0) | 46' Wlazło · 55' Hinokio · 88' Ehmann | Miejski Stadion Piłkarski Raków w Częstochowie, Częstochowa Widzów: 5236 Sędzia: Karol Arys (Szczecin) |

| 519 sierpnia 2023 | Ruch Chorzów                                                                              | 0:1   | Jagiellonia Białystok                  |                                                                      |
| 20:00             |                                                                                           | (0:0) | 84' Nené                               | Stadion Miejski, Gliwice Widzów: 9073 Sędzia: Tomasz Musiał (Kraków) |
| 20:00             | Steczyk 28' · Przemysław Szur 59' · Bartolewski 66' · Wójtowicz 88' · Michał Feliks 90+2' | (0:0) | 25' Kubicki · 78' Łaski · 90+1' Kupisz | Stadion Miejski, Gliwice Widzów: 9073 Sędzia: Tomasz Musiał (Kraków) |

| 620 sierpnia 2023 | ŁKS Łódź                         | 1:0   | Pogoń Szczecin                                              |                                                                          |
| 15:00             | Hoti 90+7'                       | (0:0) |                                                             | Stadion Miejski w Łodzi, Łódź Widzów: 10 386 Sędzia: Piotr Lasyk (Bytom) |
| 15:00             | Letniowski 17' · Dawid Arndt 75' | (0:0) | 39' Lisowski · 41' Bichakhchyan · 45+2' Gorgon · 55' Gamboa | Stadion Miejski w Łodzi, Łódź Widzów: 10 386 Sędzia: Piotr Lasyk (Bytom) |

| 720 sierpnia 2023 | Śląsk Wrocław                                | 3:1   | Lech Poznań                                                     |                                                                           |
| 17:30             | Expósito 37', 73' · Szwedzik 90+2'           | (1:0) | 51' (k) Velde                                                   | Tarczyński Arena, Wrocław Widzów: 20 045 Sędzia: Szymon Marciniak (Płock) |
| 17:30             | Pokorný 14' · Konczkowski 46' · Żukowski 49' | (1:0) | 11' Czerwiński · 16' Szymczak · 75' Dagerstål · 90+7' Karlström | Tarczyński Arena, Wrocław Widzów: 20 045 Sędzia: Szymon Marciniak (Płock) |

| 820 sierpnia 2023 | Legia Warszawa                                   | 1:0   | Korona Kielce                         | |
| 20:00             | Baku 26'                                         | (1:0) |                                       | Stadion Miejski Legii Warszawa im. Marszałka Józefa Piłsudskiego, Warszawa Widzów: 20 648 Sędzia: Damian Sylwestrzak Wrocław |
| 20:00             | Slisz 11' · Jędrzejczyk 37', 74' · Ribeiro 45+2' | (1:0) | 55' Kwiecień · 59' Takáč · 90+4' Nono | Stadion Miejski Legii Warszawa im. Marszałka Józefa Piłsudskiego, Warszawa Widzów: 20 648 Sędzia: Damian Sylwestrzak Wrocław |

| 921 sierpnia 2023 | Cracovia                                             | 1:1   | Piast Gliwice                              |                                                                                                   |
| 19:00             | Källman 44'                                          | (1:0) | 90+4' (k) Dziczek                          | Stadion Cracovii im. Józefa Piłsudskiego, Kraków Widzów: 8623 Sędzia: Paweł Raczkowski (Warszawa) |
| 19:00             | Atanasow 49' · Makuch 58' · Oshima 72' · Jugas 90+2' | (1:0) | 36' Félix · 49' Katránis · 58' Tomasiewicz | Stadion Cracovii im. Józefa Piłsudskiego, Kraków Widzów: 8623 Sędzia: Paweł Raczkowski (Warszawa) |

### 6. kolejka (25 – 27 sierpnia, 27 września)
| 125 sierpnia 2023 | Stal Mielec                                 | 2:0   | Radomiak Radom           | |
| 18:00             | Esselink 22' · Gerstenstein 45+6'           | (2:0) |                          | Stadion Miejskiego Ośrodka Sportu i Rekreacji w Mielcu, Mielec Widzów: 5547 Sędzia: Karol Arys (Szczecin) |
| 18:00             | Hinokio 31' · Ehmann 42' · Gerstenstein 46' | (2:0) | 78' Luizão · 84' Grzesik | Stadion Miejskiego Ośrodka Sportu i Rekreacji w Mielcu, Mielec Widzów: 5547 Sędzia: Karol Arys (Szczecin) |

| 225 sierpnia 2023 | Widzew Łódź                                                            | 0:2   | Śląsk Wrocław                           |                                                                                |
| 20:30             |                                                                        | (0:1) | 12' Leiva · 80' Paluszek                | Stadion Widzewa Łódź, Łódź Widzów: 17 104 Sędzia: Daniel Stefański (Bydgoszcz) |
| 20:30             | Silva 42' · Szota 59' · Álvarez 62' · Żyro 79' · Nunes 83' · Miloš 84' | (0:1) | 56' Pokorný · 78' Bejger · 83' Expósito | Stadion Widzewa Łódź, Łódź Widzów: 17 104 Sędzia: Daniel Stefański (Bydgoszcz) |

| 326 sierpnia 2023 | Warta Poznań                             | 0:0   | Cracovia    | |
| 15:00             |                                          | (0:0) |             | Stadion Dyskobolii Grodzisk Wielkopolski, Grodzisk Wielkopolski Widzów: 2073 Sędzia: Jarosław Przybył (Kluczbork) |
| 15:00             | Kupczak 19' · Szmyt 69' · Kopczyński 89' | (0:0) | 4' Atanasow | Stadion Dyskobolii Grodzisk Wielkopolski, Grodzisk Wielkopolski Widzów: 2073 Sędzia: Jarosław Przybył (Kluczbork) |

| 426 sierpnia 2023 | Puszcza Niepołomice                                | 2:1   | ŁKS Łódź |                                                                                                  |
| 17:30             | Craciun 25' (k) · Cholewiak 73'                    | (1:0) | 46' Tejan | Stadion Cracovii im. Józefa Piłsudskiego, Kraków Widzów: 2359 Sędzia: Patryk Gryckiewicz (Toruń) |
| 17:30             | Craciun 38' · Koj 52' · Kidrič 89' · Serafin 90+4' | (1:0) | 6' Pirulo · 7' Letniowski · 12' Dankowski · 38' Ramírez · 56' Małachowski · 66' Tutyškinas · 89' Bobek · 90+2' Monsalve · 90+8' Hoti | Stadion Cracovii im. Józefa Piłsudskiego, Kraków Widzów: 2359 Sędzia: Patryk Gryckiewicz (Toruń) |

| 526 sierpnia 2023 | Piast Gliwice                         | 0:0   | Ruch Chorzów               |                                                                        |
| 20:00             |                                       | (0:0) |                            | Stadion Miejski, Gliwice Widzów: 7138 Sędzia: Szymon Marciniak (Płock) |
| 20:00             | Pyrka 32' · Chrapek 44' · Dziczek 59' | (0:0) | 24' Michalski · 82' Sadlok | Stadion Miejski, Gliwice Widzów: 7138 Sędzia: Szymon Marciniak (Płock) |

| 627 sierpnia 2023 | Korona Kielce         | 2:0   | Zagłębie Lubin                                |                                                                      |
| 15:00             | Nono 15' · Dalmau 22' | (2:0) |                                               | Suzuki Arena, Kielce Widzów: 9727 Sędzia: Bartosz Frankowski (Toruń) |
| 15:00             | Szykauka 63'          | (2:0) | 11', 31' Kłudka · 55' Kirkeskov · 90' Woźniak | Suzuki Arena, Kielce Widzów: 9727 Sędzia: Bartosz Frankowski (Toruń) |

| 727 sierpnia 2023 | Jagiellonia Białystok                            | 4:1   | Górnik Zabrze                              |                                                                                 |
| 17:30             | Naranjo 7' · Imaz 17' · Wdowik 45' · Marczuk 64' | (3:1) | 38' Musiolik                               | Stadion Miejski, Białystok Widzów: 11 487 Sędzia: Tomasz Kwiatkowski (Warszawa) |
| 17:30             | Romanczuk 33' · Wdowik 42'                       | (3:1) | 5' Yokota · 43' Kamil Lukoszek · 80' Janža | Stadion Miejski, Białystok Widzów: 11 487 Sędzia: Tomasz Kwiatkowski (Warszawa) |

| 827 września 2023 | Pogoń Szczecin                                | 3:4   | Legia Warszawa                                       |                                                                                               |
| 20:00             | Grosicki 29' · Kuluris 51' · Biczachczian 71' | (1:1) | 33' Pekhart · 69' Wszołek · 78' Elitim · 84' Kapuadi | Stadion Miejski im. Floriana Krygiera, Szczecin Widzów: 19 551 Sędzia: Tomasz Musiał (Kraków) |
| 20:00             | Gorgon 58' · Stolarski 90+2'                  | (1:1) | 42' Kapuadi · 45+4' Jędrzejczyk                      | Stadion Miejski im. Floriana Krygiera, Szczecin Widzów: 19 551 Sędzia: Tomasz Musiał (Kraków) |

| 928 września 2023 | Lech Poznań                                             | 4:1   | Raków Częstochowa            |                                                                        |
| 20:00             | Gurgul 6' · Marchwiński 25' · Velde 72' · Ba Loua 90+3' | (2:1) | 2' Sorescu                   | Stadion Poznań, Poznań Widzów: 21 874 Sędzia: Szymon Marciniak (Płock) |
| 20:00             | Karlström 56'                                           | (2:1) | 56' Lederman · 88' Kovačević | Stadion Poznań, Poznań Widzów: 21 874 Sędzia: Szymon Marciniak (Płock) |

### 7. kolejka (1 – 3 września)
| 11 września 2023 | ŁKS Łódź                                               | 0:2   | Warta Poznań                                                                    |                                                                                |
| 18:00            |                                                        | (0:1) | 10' Savić · 62' (k) Szmyt                                                       | Stadion Miejski w Łodzi, Łódź Widzów: 9763 Sędzia: Paweł Raczkowski (Warszawa) |
| 18:00            | Mokrzycki 15' · Dankowski 35' · Flis 55' · Ramírez 89' | (0:1) | 8' Stawropulos · 45' Pleśnierowicz · 47' Szymonowicz · 68' Luís · 90+6' Kupczak | Stadion Miejski w Łodzi, Łódź Widzów: 9763 Sędzia: Paweł Raczkowski (Warszawa) |

| 21 września 2023 | Ruch Chorzów                                   | 1:1   | Stal Mielec   |                                                                          |
| 20:30            | Szczepan 18'                                   | (1:1) | 45+1' Szkuryn | Stadion Miejski, Gliwice Widzów: 8840 Sędzia: Bartosz Frankowski (Toruń) |
| 20:30            | 51', 90+5' Leândro · 63' Domański · 81' Wlazło | (1:1) |               | Stadion Miejski, Gliwice Widzów: 8840 Sędzia: Bartosz Frankowski (Toruń) |

| 32 września 2023 | Radomiak Radom                                    | 1:1   | Piast Gliwice   |                                                                                      |
| 15:00            | Henrique 54'                                      | (0:0) | 73' (k) Chrapek | Stadion im. Braci Czachorów, Radom Widzów: 8481 Sędzia: Jarosław Przybył (Kluczbork) |
| 15:00            | Rossi 38' · Wolski 43' · Cichocki 72' · Donis 74' | (0:0) | 82' Chrapek     | Stadion im. Braci Czachorów, Radom Widzów: 8481 Sędzia: Jarosław Przybył (Kluczbork) |

| 42 września 2023 | Cracovia                  | 0:0   | Korona Kielce |                                                                                           |
| 17:30            |                           | (0:0) |               | Stadion Cracovii im. Józefa Piłsudskiego, Kraków Widzów: 9613 Sędzia: Piotr Lasyk (Bytom) |
| 17:30            | Hoskonen 44' · Knap 90+3' | (0:0) | 58' Godinho   | Stadion Cracovii im. Józefa Piłsudskiego, Kraków Widzów: 9613 Sędzia: Piotr Lasyk (Bytom) |

| 52 września 2023 | Lech Poznań                    | 1:1   | Górnik Zabrze  |                                                                            |
| 20:00            | Czerwiński 70'                 | (0:1) | 45' (k) Yokota | Stadion Poznań, Poznań Widzów: 22 047 Sędzia: Damian Sylwestrzak (Wrocław) |
| 20:00            | Karlström 45+1' · Szymczak 79' | (0:1) | 51' Musiolik   | Stadion Poznań, Poznań Widzów: 22 047 Sędzia: Damian Sylwestrzak (Wrocław) |

| 63 września 2023 | Śląsk Wrocław                                                          | 2:1   | Jagiellonia Białystok                                |                                                                     |
| 12:30            | Expósito 47', 81' (k)                                                  | (0:0) | 61' (k) Wdowik                                       | Tarczyński Arena, Wrocław Widzów: 19 297 Sędzia: Paweł Malec (Łódź) |
| 12:30            | Olsen 8' · Żukowski 26' · Expósito 87' · Pokorný 90+2' · Macenko 90+5' | (0:0) | 29' Imaz · 63' Romanczuk · 87' Diéguez · 90+5' Łaski | Tarczyński Arena, Wrocław Widzów: 19 297 Sędzia: Paweł Malec (Łódź) |

| 73 września 2023 | Zagłębie Lubin | 1:0   | Pogoń Szczecin                                                                   |                                                                                  |
| 15:00            | Kopacz 78'     | (0:0) |                                                                                  | Stadion Zagłębia Lubin, Lubin Widzów: 8285 Sędzia: Marcin Szczerbowicz (Olsztyn) |
| 15:00            | Nalepa 89'     | (0:0) | 45+2' Przyborek · 60' Wahlqvist · 66' Bichakhchyan · 74' Zahovič · 90+4' Kurzawa | Stadion Zagłębia Lubin, Lubin Widzów: 8285 Sędzia: Marcin Szczerbowicz (Olsztyn) |

| 83 września 2023 | Legia Warszawa                 | 3:1   | Widzew Łódź                  | |
| 17:30            | Muçi 5', 75' · Josué 90+7' (k) | (1:1) | 44' Sánchez                  | Stadion Miejski Legii Warszawa im. Marszałka Józefa Piłsudskiego, Warszawa Widzów: 27 079 Sędzia: Tomasz Musiał (Kraków) |
| 17:30            | Josué 90+8'                    | (1:1) | 90+5' Silva · 90+8' Hanousek | Stadion Miejski Legii Warszawa im. Marszałka Józefa Piłsudskiego, Warszawa Widzów: 27 079 Sędzia: Tomasz Musiał (Kraków) |

| 93 września 2023 | Raków Częstochowa          | 2:0   | Puszcza Niepołomice                                               | |
| 20:00            | Kittel 19' · Nowak 26'     | (2:0) |                                                                   | Miejski Stadion Piłkarski Raków w Częstochowie, Częstochowa Widzów: 5292 Sędzia: Krzysztof Jakubik (Siedlce) |
| 20:00            | Kovačević 81' · Yeboah 89' | (2:0) | 18' Serafin · 41' Bartosz · 49' Mešanović · 90+5' Hubert Tomalski | Miejski Stadion Piłkarski Raków w Częstochowie, Częstochowa Widzów: 5292 Sędzia: Krzysztof Jakubik (Siedlce) |

### 8. kolejka (15 – 18 września)
| 115 września 2023 | Puszcza Niepołomice                                                | 1:3   | Śląsk Wrocław                          | |
| 18:00             | Craciun 20' (k)                                                    | (1:0) | 82' (k), 90+5' (k) Expósito · 89' İnce | Stadion Cracovii im. Józefa Piłsudskiego, Kraków Widzów: 1992 Sędzia: Daniel Stefański (Bydgoszcz) |
| 18:00             | Cholewiak 62' · Serafin 68' · Stępień 86', 90+4' · Siemaszko 90+8' | (1:0) | 50' Expósito                           | Stadion Cracovii im. Józefa Piłsudskiego, Kraków Widzów: 1992 Sędzia: Daniel Stefański (Bydgoszcz) |

| 215 września 2023 | Górnik Zabrze                                   | 1:0   | Ruch Chorzów                                                       |                                                                                 |
| 20:30             | Podolski 51'                                    | (0:0) |                                                                    | Stadion im. Ernesta Pohla, Zabrze Widzów: 22 508 Sędzia: Tomasz Musiał (Kraków) |
| 20:30             | Janža 49' · Triantafyllópoulos 54' · Yokota 66' | (0:0) | 48' Bartolewski · 48' Wójtowicz · 55' Szczepan · 64' Patryk Sikora | Stadion im. Ernesta Pohla, Zabrze Widzów: 22 508 Sędzia: Tomasz Musiał (Kraków) |

| 316 września 2023 | Pogoń Szczecin                               | 3:1   | Korona Kielce | |
| 15:00             | Bichakhchyan 45+6' · Gorgon 66' · Lončar 81' | (1:1) | 36' (k) Nono  | Stadion Miejski im. Floriana Krygiera, Szczecin Widzów: 12 281 Sędzia: Paweł Raczkowski (Warszawa) |
| 15:00             | Grosicki 43' · Zahovič 73'                   | (1:1) | 61' Remacle   | Stadion Miejski im. Floriana Krygiera, Szczecin Widzów: 12 281 Sędzia: Paweł Raczkowski (Warszawa) |

| 416 września 2023 | Raków Częstochowa          | 1:0   | ŁKS Łódź                                 | |
| 17:30             | Papanikolaou 8'            | (1:0) |                                          | Miejski Stadion Piłkarski Raków w Częstochowie, Częstochowa Widzów: 5488 Sędzia: Łukasz Kuźma (Białystok) |
| 17:30             | Cebula 47' · Kovačević 73' | (1:0) | 28' Monsalve · 83' Ramírez · 90+9' Jurić | Miejski Stadion Piłkarski Raków w Częstochowie, Częstochowa Widzów: 5488 Sędzia: Łukasz Kuźma (Białystok) |

| 516 września 2023 | Piast Gliwice                                                          | 1:1   | Legia Warszawa                                         |                                                                          |
| 20:00             | Krykun 45+5'                                                           | (1:0) | 69' Muçi                                               | Stadion Miejski, Gliwice Widzów: 7467 Sędzia: Damian Sylwestrzak Wrocław |
| 20:00             | Dziczek 33' · Kirejczyk 51' · Tomasiewicz 61' · Ameyaw 66' · Pyrka 89' | (1:0) | 34', 42' Josué · 86' Elitim · 86' Muçi · 90+3' Ribeiro | Stadion Miejski, Gliwice Widzów: 7467 Sędzia: Damian Sylwestrzak Wrocław |

| 617 września 2023 | Jagiellonia Białystok                 | 3:2   | Radomiak Radom                                   |                                                                       |
| 12:30             | Imaz 27' · Naranjo 45+8' · Pululu 46' | (2:2) | 3', 12' Henrique                                 | Stadion Miejski, Białystok Widzów: 12 091 Sędzia: Piotr Lasyk (Bytom) |
| 12:30             | Nené 32' · Kupisz 84'                 | (2:2) | 32' Rossi · 34' Cestor · 54' Machado · 80' Kaput | Stadion Miejski, Białystok Widzów: 12 091 Sędzia: Piotr Lasyk (Bytom) |

| 717 września 2023 | Widzew Łódź                      | 2:0   | Cracovia             |                                                                                 |
| 15:00             | Pawłowski 36' · Jugas 71' (sam.) | (1:0) |                      | Stadion Widzewa Łódź, Łódź Widzów: 16 548 Sędzia: Tomasz Kwiatkowski (Warszawa) |
| 15:00             | Miloš 90+2'                      | (1:0) | 62' Râpă · 90' Ghiță | Stadion Widzewa Łódź, Łódź Widzów: 16 548 Sędzia: Tomasz Kwiatkowski (Warszawa) |

| 817 września 2023 | Warta Poznań                                 | 0:2   | Lech Poznań                     | |
| 17:30             |                                              | (0:1) | 28' Marchwiński · 81' Dagerstål | Stadion Dyskobolii Grodzisk Wielkopolski, Grodzisk Wielkopolski Widzów: 28 419 Sędzia: Szymon Marciniak (Płock) |
| 17:30             | Bartkowski 30' · Szmyt 63' · Stawropulos 72' | (0:1) |                                 | Stadion Dyskobolii Grodzisk Wielkopolski, Grodzisk Wielkopolski Widzów: 28 419 Sędzia: Szymon Marciniak (Płock) |

| 918 września 2023 | Stal Mielec                                               | 4:2   | Zagłębie Lubin            | |
| 19:00             | Szkurin 21' · Domański 45' · Meriluoto 69' · Getinger 71' | (2:1) | 26' Muñoz · 90' Wdowiak   | Stadion Miejskiego Ośrodka Sportu i Rekreacji w Mielcu, Mielec Widzów: 5532 Sędzia: Marcin Kochanek (Opole) |
| 19:00             | Szkurin 48'                                               | (2:1) | 2' Nalepa · 90+3' Woźniak | Stadion Miejskiego Ośrodka Sportu i Rekreacji w Mielcu, Mielec Widzów: 5532 Sędzia: Marcin Kochanek (Opole) |

### 9. kolejka (22 – 24 września)
| 122 września 2023 | Korona Kielce                                 | 1:1   | Widzew Łódź                            |                                                                      |
| 18:00             | Czyżycki 2'                                   | (1:1) | 42' (k) Pawłowski                      | Suzuki Arena, Kielce Widzów: 12 587 Sędzia: Łukasz Kuźma (Białystok) |
| 18:00             | Hofmeister 52' · Błanik 83' · Malarczyk 90+5' | (1:1) | 25' Shehu · 29' Sánchez · 85' Cigaņiks | Suzuki Arena, Kielce Widzów: 12 587 Sędzia: Łukasz Kuźma (Białystok) |

| 222 września 2023 | ŁKS Łódź                                              | 2:2   | Jagiellonia Białystok                                               |                                                                                   |
| 20:30             | Tejan 23' · Ramírez 90' (k)                           | (1:1) | 40' (k), 77' Pululu                                                 | Stadion Miejski w Łodzi, Łódź Widzów: 11 032 Sędzia: Daniel Stefański (Bydgoszcz) |
| 20:30             | Szeliga 7' · Hoti 28', 45+12' · Flis 33' · Pirulo 36' | (1:1) | 90+9' Diéguez · 90+9' Matysik · 90+10' Abramowicz · 90+11' Nguiamba | Stadion Miejski w Łodzi, Łódź Widzów: 11 032 Sędzia: Daniel Stefański (Bydgoszcz) |

| 323 września 2023 | Radomiak Radom | 1:1   | Puszcza Niepołomice                                                   |                                                                                       |
| 12:30             | Henrique 50'   | (0:0) | 49' Łukasz Sołowiej                                                   | Stadion im. Braci Czachorów, Radom Widzów: 7523 Sędzia: Marcin Szczerbowicz (Olsztyn) |
| 12:30             | Cichocki 70'   | (0:0) | 59' Łukasz Sołowiej · 85' Yakuba · 85' Majchrzak · 90+3' Oliwier Zych | Stadion im. Braci Czachorów, Radom Widzów: 7523 Sędzia: Marcin Szczerbowicz (Olsztyn) |

| 423 września 2023 | Śląsk Wrocław                        | 1:0   | Piast Gliwice                |                                                                             |
| 15:00             | Leiva 41'                            | (1:0) |                              | Tarczyński Arena, Wrocław Widzów: 17 902 Sędzia: Bartosz Frankowski (Toruń) |
| 15:00             | Leszczyński 69' · Samiec-Talar 90+7' | (1:0) | 42', 45+1' Pyrka · 90+4' Huk | Tarczyński Arena, Wrocław Widzów: 17 902 Sędzia: Bartosz Frankowski (Toruń) |

| 523 września 2023 | Cracovia      | 1:5   | Pogoń Szczecin                                                  |                                                                                                   |
| 17:30             | Rakoczy 90+4' | (0:2) | 8' (k) Grosicki · 21', 50' Gorgon · 64' Kuluris · 87' Smoliński | Stadion Cracovii im. Józefa Piłsudskiego, Kraków Widzów: 9017 Sędzia: Krzysztof Jakubik (Siedlce) |
| 17:30             | Rakoczy 70'   | (0:2) | 45' Malec · 73' Kuluris · 88' Smoliński                         | Stadion Cracovii im. Józefa Piłsudskiego, Kraków Widzów: 9017 Sędzia: Krzysztof Jakubik (Siedlce) |

| 623 września 2023 | Lech Poznań                 | 2:1   | Stal Mielec  |                                                                     |
| 20:00             | Velde 37' · Marchwiński 40' | (2:1) | 23' Domański | Stadion Poznań, Poznań Widzów: 15 527 Sędzia: Karol Arys (Szczecin) |
| 20:00             | Velde 44'                   | (2:1) |              | Stadion Poznań, Poznań Widzów: 15 527 Sędzia: Karol Arys (Szczecin) |

| 724 września 2023 | Zagłębie Lubin   | 1:0   | Warta Poznań                    |                                                                               |
| 12:30             | Makowski 56'     | (0:0) |                                 | Stadion Zagłębia Lubin, Lubin Widzów: 5738 Sędzia: Patryk Gryckiewicz (Toruń) |
| 12:30             | Grzybek 44', 90' | (0:0) | 77' Stavrópoulos · 82' Vizinger | Stadion Zagłębia Lubin, Lubin Widzów: 5738 Sędzia: Patryk Gryckiewicz (Toruń) |

| 824 września 2023 | Ruch Chorzów                                     | 3:5   | Raków Częstochowa                                   |                                                                            |
| 15:00             | Wójtowicz 7' · Podstawski 71' · Szczepan 80' (k) | (1:3) | 20', 28', 42' Drachal · 68' Plavšić · 87' Kochergin | Stadion Miejski, Gliwice Widzów: 9367 Sędzia: Jarosław Przybył (Kluczbork) |
| 15:00             | Podstawski 60'                                   | (1:3) | 61' Nowak · 78' Papanikolaou · 90+8' Lederman       | Stadion Miejski, Gliwice Widzów: 9367 Sędzia: Jarosław Przybył (Kluczbork) |

| 924 września 2023 | Legia Warszawa              | 2:1   | Górnik Zabrze | |
| 17:30             | Pekhart 8' · Strzałek 90+2' | (1:1) | 12' Musiolik  | Stadion Miejski Legii Warszawa im. Marszałka Józefa Piłsudskiego, Warszawa Widzów: 24 409 Sędzia: Szymon Marciniak (Płock) |
| 17:30             | Çelhaka 45+1'               | (1:1) | 45' Dadok     | Stadion Miejski Legii Warszawa im. Marszałka Józefa Piłsudskiego, Warszawa Widzów: 24 409 Sędzia: Szymon Marciniak (Płock) |

### 10. kolejka (29 września – 2 października)
| 129 września 2023 | Stal Mielec                            | 2:3   | Korona Kielce                                            | |
| 18:00             | Getinger 33' (k) · Esselink 90+4'      | (1:2) | 20' Shikavka · 22' Remacle · 74' Jakub Konstantyn        | Stadion Miejskiego Ośrodka Sportu i Rekreacji w Mielcu, Mielec Widzów: 6325 Sędzia: Paweł Malec (Łódź) |
| 18:00             | Ehmann 9' · Wlazło 60' · Szkurin 90+5' | (1:2) | 15' Godinho · 34' Remacle · 58' Podgórski · 62' Czyżycki | Stadion Miejskiego Ośrodka Sportu i Rekreacji w Mielcu, Mielec Widzów: 6325 Sędzia: Paweł Malec (Łódź) |

| 229 września 2023 | Piast Gliwice                     | 3:2   | Widzew Łódź                                                    |                                                                           |
| 20:30             | Krykun 24', 38' · Dziczek 68' (k) | (2:0) | 47' (sam.) Plach · 90+5' Rondić                                | Stadion Miejski, Gliwice Widzów: 5697 Sędzia: Paweł Raczkowski (Warszawa) |
| 20:30             | Katránis 21' · Dziczek 56'        | (2:0) | 6' Nunes · 22' Żyro · 27' Sánchez · 66' Shehu · 90+6' Cigaņiks | Stadion Miejski, Gliwice Widzów: 5697 Sędzia: Paweł Raczkowski (Warszawa) |

| 330 września 2023 | ŁKS Łódź | 0:2   | Cracovia                 |                                                                               |
| 15:00             |          | (0:2) | 14' Ghiță · 21' Atanasow | Stadion Miejski w Łodzi, Łódź Widzów: 9572 Sędzia: Bartosz Frankowski (Toruń) |
| 15:00             | Bobek 9' | (0:2) | 89' Jaroszyński          | Stadion Miejski w Łodzi, Łódź Widzów: 9572 Sędzia: Bartosz Frankowski (Toruń) |

| 430 września 2023 | Puszcza Niepołomice            | 2:2   | Ruch Chorzów                         |                                                                                             |
| 17:30             | Łukasz Sołowiej 35', 45+4' (k) | (2:0) | 66' Swędrowski · 90+4' Michał Feliks | Stadion Cracovii im. Józefa Piłsudskiego, Kraków Widzów: 2785 Sędzia: Karol Arys (Szczecin) |
| 17:30             | Serafin 87'                    | (2:0) | 2' Podstawski · 58' Swędrowski       | Stadion Cracovii im. Józefa Piłsudskiego, Kraków Widzów: 2785 Sędzia: Karol Arys (Szczecin) |

| 530 września 2023 | Warta Poznań                                                                             | 0:1   | Śląsk Wrocław | |
| 20:00             |                                                                                          | (0:1) | 18' İnce      | Stadion Dyskobolii Grodzisk Wielkopolski, Grodzisk Wielkopolski Widzów: 2386 Sędzia: Marcin Szczerbowicz (Olsztyn) |
| 20:00             | Stavrópoulos 33' · Pleśnierowicz 38' · Bartkowski 42' · Szymonowicz 53' · Grobelny 90+8' | (0:1) |               | Stadion Dyskobolii Grodzisk Wielkopolski, Grodzisk Wielkopolski Widzów: 2386 Sędzia: Marcin Szczerbowicz (Olsztyn) |

| 61 października 2023 | Raków Częstochowa              | 3:0   | Radomiak Radom                            | |
| 15:00                | Racovițan 3', 61' · Yeboah 82' | (1:0) |                                           | Miejski Stadion Piłkarski Raków w Częstochowie, Częstochowa Widzów: 5399 Sędzia: Tomasz Musiał (Kraków) |
| 15:00                | Kovačević 33' · Berggren 51'   | (1:0) | 34' Abramowicz · 58' Kaput · 76' Henrique | Miejski Stadion Piłkarski Raków w Częstochowie, Częstochowa Widzów: 5399 Sędzia: Tomasz Musiał (Kraków) |

| 71 października 2023 | Pogoń Szczecin                                                                 | 5:0   | Lech Poznań | |
| 17:30                | Ulvestad 17' · Gorgon 33' · Biczachczian 39' · Grosicki 47' · Fornalczyk 90+3' | (3:0) |             | Stadion Miejski im. Floriana Krygiera, Szczecin Widzów: 20 157 Sędzia: Damian Sylwestrzak (Wrocław) |
| 17:30                | Ulvestad 29' · Cojocaru 48' · Grosicki 66'                                     | (3:0) |             | Stadion Miejski im. Floriana Krygiera, Szczecin Widzów: 20 157 Sędzia: Damian Sylwestrzak (Wrocław) |

| 81 października 2023 | Jagiellonia Białystok      | 2:0   | Legia Warszawa |                                                                            |
| 20:00                | Naranjo 13' · Imaz 29'     | (2:0) |                | Stadion Miejski, Białystok Widzów: 17 892 Sędzia: Szymon Marciniak (Płock) |
| 20:00                | Alomerović 62' · Łaski 89' | (2:0) | 49', 87' Burch | Stadion Miejski, Białystok Widzów: 17 892 Sędzia: Szymon Marciniak (Płock) |

| 92 października 2023 | Górnik Zabrze            | 0:2   | Zagłębie Lubin             |                                                                                |
| 19:00                |                          | (0:1) | 36' Bułeca · 90+7' Wdowiak | Stadion im. Ernesta Pohla, Zabrze Widzów: 10 337 Sędzia: Wojciech Myć (Lublin) |
| 19:00                | Triantafyllópoulos 90+3' | (0:1) | 61' Grzybek                | Stadion im. Ernesta Pohla, Zabrze Widzów: 10 337 Sędzia: Wojciech Myć (Lublin) |

### 11. kolejka (6 – 8 października)
| 16 października 2023 | Korona Kielce                    | 1:1   | Warta Poznań |                                                                       |
| 18:50                | Remacle 90+6'                    | (0:0) | 50' Kupczak  | Suzuki Arena, Kielce Widzów: 9398 Sędzia: Paweł Raczkowski (Warszawa) |
| 18:50                | 72' Vizinger · 73' Pleśnierowicz | (0:0) |              | Suzuki Arena, Kielce Widzów: 9398 Sędzia: Paweł Raczkowski (Warszawa) |

| 26 października 2023 | Lech Poznań                                          | 4:1   | Puszcza Niepołomice |                                                                        |
| 20:30                | Ba Loua 2' · Karlström 43' · Ishak 51' · Milić 90+5' | (2:1) | 4' Zapolnik         | Stadion Poznań, Poznań Widzów: 25 755 Sędzia: Łukasz Kuźma (Białystok) |
| 20:30                | 33' Craciun                                          | (2:1) |                     | Stadion Poznań, Poznań Widzów: 25 755 Sędzia: Łukasz Kuźma (Białystok) |

| 37 października 2023 | Radomiak Radom                              | 3:0   | ŁKS Łódź |                                                                               |
| 12:30                | Henrique 20' · Flis 36' (sam.) · Semedo 69' | (2:0) |          | Stadion im. Braci Czachorów, Radom Widzów: 8161 Sędzia: Karol Arys (Szczecin) |
| 12:30                | 22' Gülen                                   | (2:0) |          | Stadion im. Braci Czachorów, Radom Widzów: 8161 Sędzia: Karol Arys (Szczecin) |

| 47 października 2023 | Widzew Łódź  | 1:0   | Stal Mielec |                                                                       |
| 15:00                | Cigaņiks 73' | (0:0) |             | Stadion Widzewa Łódź, Łódź Widzów: 16 834 Sędzia: Piotr Lasyk (Bytom) |
| 15:00                | Shehu 90+2'  | (0:0) | 42' Trąbka  | Stadion Widzewa Łódź, Łódź Widzów: 16 834 Sędzia: Piotr Lasyk (Bytom) |

| 57 października 2023 | Zagłębie Lubin | 1:1   | Piast Gliwice   |                                                                                |
| 17:30                | Ławniczak 45'  | (1:0) | 73' Tomasiewicz | Stadion Zagłębia Lubin, Lubin Widzów: 5034 Sędzia: Krzysztof Jakubik (Siedlce) |
| 17:30                | Kopacz 85'     | (1:0) | 77' Kądzior     | Stadion Zagłębia Lubin, Lubin Widzów: 5034 Sędzia: Krzysztof Jakubik (Siedlce) |

| 67 października 2023 | Ruch Chorzów                         | 0:3   | Pogoń Szczecin                                      |                                                                          |
| 20:00                |                                      | (0:1) | 28' Ulvestad · 57' (k) Grosicki · 63' (sam.) Sadlok | Stadion Miejski, Gliwice Widzów: 9236 Sędzia: Bartosz Frankowski (Toruń) |
| 20:00                | Bartolewski 45+1' · Podstawski 45+6' | (0:1) | 3' Kurzawa · 77' Gorgon · 87' Fornalczyk            | Stadion Miejski, Gliwice Widzów: 9236 Sędzia: Bartosz Frankowski (Toruń) |

| 78 października 2023 | Śląsk Wrocław         | 1:1   | Górnik Zabrze                      |                                                                                |
| 12:30                | Expósito 32'          | (1:0) | 90+4' Czyż                         | Tarczyński Arena, Wrocław Widzów: 20 775 Sędzia: Tomasz Kwiatkowski (Warszawa) |
| 12:30                | İnce 40' · Bejger 79' | (1:0) | 37' Janža · 72' Triantafyllópoulos | Tarczyński Arena, Wrocław Widzów: 20 775 Sędzia: Tomasz Kwiatkowski (Warszawa) |

| 88 października 2023 | Cracovia                         | 2:4   | Jagiellonia Białystok                    |                                                                                                  |
| 15:00                | Ghiță 57' · Glik 60'             | (0:2) | 7' Wdowik · 9', 49' Hansen · 55' Marczuk | Stadion Cracovii im. Józefa Piłsudskiego, Kraków Widzów: 8132 Sędzia: Damian Sylwestrzak Wrocław |
| 15:00                | Glik 64' · Kacper Śmiglewski 86' | (0:2) |                                          | Stadion Cracovii im. Józefa Piłsudskiego, Kraków Widzów: 8132 Sędzia: Damian Sylwestrzak Wrocław |

| 98 października 2023 | Legia Warszawa                                                                                       | 1:2   | Raków Częstochowa                                                              | |
| 17:30                | Wszołek 45+2'                                                                                        | (1:1) | 26' Kochergin · 73' (sam.) Augustyniak                                         | Stadion Miejski Legii Warszawa im. Marszałka Józefa Piłsudskiego, Warszawa Widzów: 25 368 Sędzia: Szymon Marciniak (Płock) |
| 17:30                | Josué 5' · Ribeiro 49' · Elitim 52' · Kramer 90+4' · Wszołek 90+6' · Augustyniak 90+8' · Dias 90+11' | (1:1) | 49' Papanikolaou · 63' Berggren · 80' Racovițan · 87' Cebula · 90+3' Zwoliński | Stadion Miejski Legii Warszawa im. Marszałka Józefa Piłsudskiego, Warszawa Widzów: 25 368 Sędzia: Szymon Marciniak (Płock) |

### 12. kolejka (20 – 23 października)
| 120 października 2023 | Piast Gliwice                          | 0:0   | Pogoń Szczecin           |                                                                            |
| 18:00                 |                                        | (0:0) |                          | Stadion Miejski, Gliwice Widzów: 4744 Sędzia: Jarosław Przybył (Kluczbork) |
| 18:00                 | Dziczek 50' · Czerwiński 81' · Huk 84' | (0:0) | 30' Kurzawa · 35' Gorgon | Stadion Miejski, Gliwice Widzów: 4744 Sędzia: Jarosław Przybył (Kluczbork) |

| 220 października 2023 | Jagiellonia Białystok                        | 3:0   | Zagłębie Lubin |                                                                            |
| 20:30                 | Skrzypczak 28' · Pululu 44' (k) · Wdowik 66' | (2:0) |                | Stadion Miejski, Białystok Widzów: 8049 Sędzia: Bartosz Frankowski (Toruń) |
| 20:30                 | Nené 48'                                     | (2:0) |                | Stadion Miejski, Białystok Widzów: 8049 Sędzia: Bartosz Frankowski (Toruń) |

| 321 października 2023 | Puszcza Niepołomice                                                                   | 1:1   | Cracovia  |                                                                                                   |
| 15:00                 | Siemaszko 41'                                                                         | (1:0) | 85' Knap  | Stadion Cracovii im. Józefa Piłsudskiego, Kraków Widzów: 5833 Sędzia: Krzysztof Jakubik (Siedlce) |
| 15:00                 | Siemaszko 17' · Mroziński 78' · Craciun 80' · Hajda 88' · Serafin 88' · Bartosz 90+3' | (1:0) | 70' Ghiță | Stadion Cracovii im. Józefa Piłsudskiego, Kraków Widzów: 5833 Sędzia: Krzysztof Jakubik (Siedlce) |

| 421 października 2023 | Śląsk Wrocław                                      | 4:0   | Legia Warszawa |                                                                      |
| 17:30                 | Schwarz 46' · Expósito 71', 77' · Samiec-Talar 73' | (0:0) |                | Tarczyński Arena, Wrocław Widzów: 39 583 Sędzia: Piotr Lasyk (Bytom) |
| 17:30                 | Olsen 4' · Pokorný 32'                             | (0:0) | 59' Pekhart    | Tarczyński Arena, Wrocław Widzów: 39 583 Sędzia: Piotr Lasyk (Bytom) |

| 521 października 2023 | Lech Poznań                | 3:1   | ŁKS Łódź     |                                                                   |
| 20:00                 | Ishak 18', 44' · Velde 81' | (2:0) | 64' Jurić    | Stadion Poznań, Poznań Widzów: 25 026 Sędzia: Damian Kos (Gdańsk) |
| 20:00                 | Murawski 41'               | (2:0) | 2' Mokrzycki | Stadion Poznań, Poznań Widzów: 25 026 Sędzia: Damian Kos (Gdańsk) |

| 622 października 2023 | Radomiak Radom                          | 1:1   | Korona Kielce |                                                                                  |
| 12:30                 | Castañeda 63'                           | (0:0) | 71' Deaconu   | Stadion im. Braci Czachorów, Radom Widzów: 8558 Sędzia: Szymon Marciniak (Płock) |
| 12:30                 | Wolski 9' · Grzesik 13' · Leândro 90+2' | (0:0) | 81' Kwiecień  | Stadion im. Braci Czachorów, Radom Widzów: 8558 Sędzia: Szymon Marciniak (Płock) |

| 722 października 2023 | Górnik Zabrze                          | 2:1   | Raków Częstochowa                         |                                                                                 |
| 17:30                 | Yokota 10', 22'                        | (2:0) | 82' Crnac                                 | Stadion im. Ernesta Pohla, Zabrze Widzów: 14 789 Sędzia: Tomasz Musiał (Kraków) |
| 17:30                 | Sipľak 63' · Pacheco 70' · Janicki 88' | (2:0) | 55' Kovačević · 59' Kochergin · 86' Tudor | Stadion im. Ernesta Pohla, Zabrze Widzów: 14 789 Sędzia: Tomasz Musiał (Kraków) |

| 823 października 2023 | Stal Mielec               | 0:1   | Warta Poznań | |
| 19:00                 |                           | (0:0) | 75' Luís     | Stadion Miejskiego Ośrodka Sportu i Rekreacji w Mielcu, Mielec Widzów: 4242 Sędzia: Patryk Gryckiewicz (Toruń) |
| 19:00                 | Domański 22' · Ehmann 70' | (0:0) | 27' Żurawski | Stadion Miejskiego Ośrodka Sportu i Rekreacji w Mielcu, Mielec Widzów: 4242 Sędzia: Patryk Gryckiewicz (Toruń) |

| 918 listopada 2023 | Widzew Łódź                               | 2:1   | Ruch Chorzów    |                                                                                 |
| 17:30              | Nunes 47' · Sánchez 87'                   | (0:1) | 16' Bartolewski | Stadion Widzewa Łódź, Łódź Widzów: 17 338 Sędzia: Tomasz Kwiatkowski (Warszawa) |
| 17:30              | 50' Szymon Szymański · 65' Konrad Kasolik | (0:1) |                 | Stadion Widzewa Łódź, Łódź Widzów: 17 338 Sędzia: Tomasz Kwiatkowski (Warszawa) |

### 13. kolejka (27 – 29 października)
| 127 października 2023 | Korona Kielce                                                       | 5:3   | Puszcza Niepołomice                                     |                                                                        |
| 18:00                 | Shikavka 6' · Remacle 18' · Craciun 32' (sam.) · Deaconu 88' (90+2) | (3:0) | 63' Siemaszko · 65' Bartłomiej Poczobut · 90' Cholewiak | Suzuki Arena, Kielce Widzów: 8580 Sędzia: Jarosław Przybył (Kluczbork) |
| 18:00                 | Kwiecień 90+4'                                                      | (3:0) | 16' Craciun · 90+4' Yakuba · 90+4' Pieprzyca            | Suzuki Arena, Kielce Widzów: 8580 Sędzia: Jarosław Przybył (Kluczbork) |

| 227 października 2023 | ŁKS Łódź                    | 0:5   | Górnik Zabrze                                                 |                                                                             |
| 20:30                 |                             | (0:1) | 42' Sipľak · 65' (k), 82' Yokota · 75' Szcześniak · 80' Rasak | Stadion Miejski w Łodzi, Łódź Widzów: 8247 Sędzia: Szymon Marciniak (Płock) |
| 20:30                 | Louveau 17' · Marciniak 64' | (0:1) | 50' Sipľak                                                    | Stadion Miejski w Łodzi, Łódź Widzów: 8247 Sędzia: Szymon Marciniak (Płock) |

| 328 października 2023 | Warta Poznań                                                                             | 1:1   | Piast Gliwice                | |
| 12:30                 | Szmyt 3'                                                                                 | (1:0) | 23' Ameyaw                   | Stadion Dyskobolii Grodzisk Wielkopolski, Grodzisk Wielkopolski Widzów: 1274 Sędzia: Wojciech Myć (Lublin) |
| 12:30                 | Țîru 6' · Żurawski 31' · Kupczak 52' · Bartkowski 57' · Szymonowicz 80' · Vizinger 90+3' | (1:0) | 60' Pyrka · 90+3' Czerwiński | Stadion Dyskobolii Grodzisk Wielkopolski, Grodzisk Wielkopolski Widzów: 1274 Sędzia: Wojciech Myć (Lublin) |

| 428 października 2023 | Pogoń Szczecin                 | 2:1   | Jagiellonia Białystok |                                                                                            |
| 15:00                 | Kuluris 44' · Grosicki 48' (k) | (1:1) | 35' (sam.) Malec      | Stadion Miejski im. Floriana Krygiera, Szczecin Widzów: 18 142 Sędzia: Piotr Lasyk (Bytom) |
| 15:00                 | Kurzawa 37' · Smoliński 90+7'  | (1:1) | 90+8' Nené            | Stadion Miejski im. Floriana Krygiera, Szczecin Widzów: 18 142 Sędzia: Piotr Lasyk (Bytom) |

| 528 października 2023 | Cracovia                             | 1:1   | Lech Poznań             |                                                                                                  |
| 17:30                 | Ghiță 80'                            | (0:1) | 45+1' Velde             | Stadion Cracovii im. Józefa Piłsudskiego, Kraków Widzów: 10 082 Sędzia: Łukasz Kuźma (Białystok) |
| 17:30                 | Ghiță 44' · Rakoczy 57' · Myszor 88' | (0:1) | 3' Ishak · 78' Murawski | Stadion Cracovii im. Józefa Piłsudskiego, Kraków Widzów: 10 082 Sędzia: Łukasz Kuźma (Białystok) |

| 628 października 2023 | Ruch Chorzów                                           | 2:2   | Śląsk Wrocław                                                                                |                                                                            |
| 20:00                 | Szczepan 19' (k), 81' (k)                              | (1:2) | 4' Bejger · 45+2' Leiva                                                                      | Stadion Śląski, Chorzów Widzów: 29 089 Sędzia: Paweł Raczkowski (Warszawa) |
| 20:00                 | Kozak 20' · Sadlok 29' · Szczepan 70' · Letniowski 88' | (1:2) | 48' Bejger · 54' Schwarz · 78' Leszczyński · 80' Leiva · 88', 90+6' Pokorný · 90+6' Żukowski | Stadion Śląski, Chorzów Widzów: 29 089 Sędzia: Paweł Raczkowski (Warszawa) |

| 729 października 2023 | Zagłębie Lubin               | 2:3   | Radomiak Radom                     |                                                                                  |
| 12:30                 | Dąbrowski 72' · Wdowiak 77'  | (0:2) | 1', 78' Semedo · 15' Henrique      | Stadion Zagłębia Lubin, Lubin Widzów: 4878 Sędzia: Marcin Szczerbowicz (Olsztyn) |
| 12:30                 | Kłudka 51' · Poletanović 68' | (0:2) | 24' Cestor · 36' Kaput · 89' Donis | Stadion Zagłębia Lubin, Lubin Widzów: 4878 Sędzia: Marcin Szczerbowicz (Olsztyn) |

| 829 października 2023 | Legia Warszawa                                         | 1:3   | Stal Mielec                                         | |
| 15:00                 | Kramer 89'                                             | (0:1) | 38' Szkuryn · 50' Krzysztof Wołkowicz · 82' Hinokio | Stadion Miejski Legii Warszawa im. Marszałka Józefa Piłsudskiego, Warszawa Widzów: 23 314 Sędzia: Karol Arys (Szczecin) |
| 15:00                 | Kapuadi 13' · Slisz 24' · Jędrzejczyk 58' · Kramer 86' | (0:1) | 10' Krzysztof Wołkowicz                             | Stadion Miejski Legii Warszawa im. Marszałka Józefa Piłsudskiego, Warszawa Widzów: 23 314 Sędzia: Karol Arys (Szczecin) |

| 929 października 2023 | Raków Częstochowa | 1:1   | Widzew Łódź                | |
| 17:30                 | Jean Carlos 66'   | (0:1) | 3' Żyro                    | Miejski Stadion Piłkarski Raków w Częstochowie, Częstochowa Widzów: 5500 Sędzia: Damian Sylwestrzak (Wrocław) |
| 17:30                 | Cebula 87'        | (0:1) | 12' Shehu · 90+6' Hanousek | Miejski Stadion Piłkarski Raków w Częstochowie, Częstochowa Widzów: 5500 Sędzia: Damian Sylwestrzak (Wrocław) |

### 14. kolejka (3 – 6 listopada)
| 13 listopada 2023 | Piast Gliwice | 0:0   | Korona Kielce  |                                                                      |
| 18:00             |               | (0:0) |                | Stadion Miejski, Gliwice Widzów: 3402 Sędzia: Tomasz Musiał (Kraków) |
| 18:00             | Kądzior 35'   | (0:0) | 11' Hofmayster | Stadion Miejski, Gliwice Widzów: 3402 Sędzia: Tomasz Musiał (Kraków) |

| 23 listopada 2023 | Jagiellonia Białystok                                | 4:0   | Stal Mielec               |                                                                          |
| 20:30             | Hansen 19' · Wdowik 23' (k), 83' · Matras 79' (sam.) | (2:0) |                           | Stadion Miejski, Białystok Widzów: 8921 Sędzia: Szymon Marciniak (Płock) |
| 20:30             | Marczuk 50'                                          | (2:0) | 58' Santos · 82' Esselink | Stadion Miejski, Białystok Widzów: 8921 Sędzia: Szymon Marciniak (Płock) |

| 34 listopada 2023 | Puszcza Niepołomice     | 0:2   | Pogoń Szczecin                 |                                                                                          |
| 15:00             |                         | (0:0) | 61' Grosicki · 79' Kuluris     | Stadion Cracovii im. Józefa Piłsudskiego, Kraków Widzów: 1992 Sędzia: Paweł Malec (Łódź) |
| 15:00             | Bartłomiej Poczobut 42' | (0:0) | 16', 38' Ulvestad · 35' Gamboa | Stadion Cracovii im. Józefa Piłsudskiego, Kraków Widzów: 1992 Sędzia: Paweł Malec (Łódź) |

| 44 listopada 2023 | Widzew Łódź                   | 0:1   | Warta Poznań |                                                                          |
| 17:30             |                               | (0:1) | 20' Eppel    | Stadion Widzewa Łódź, Łódź Widzów: 17 794 Sędzia: Damian Kos (Wejherowo) |
| 17:30             | 67' Borowski · 90+2' Grobelny | (0:1) |              | Stadion Widzewa Łódź, Łódź Widzów: 17 794 Sędzia: Damian Kos (Wejherowo) |

| 54 listopada 2023 | Lech Poznań              | 2:0   | Ruch Chorzów |                                                                           |
| 20:00             | Ishak 36' · Velde 53'    | (1:0) |              | Stadion Poznań, Poznań Widzów: 24 086 Sędzia: Krzysztof Jakubik (Siedlce) |
| 20:00             | 7' Michalski · 68' Kozak | (1:0) |              | Stadion Poznań, Poznań Widzów: 24 086 Sędzia: Krzysztof Jakubik (Siedlce) |

| 65 listopada 2023 | Śląsk Wrocław                              | 2:1   | ŁKS Łódź                    |                                                                             |
| 12:30             | Expósito 12' · Samiec-Talar 90+6'          | (1:0) | 78' Jurić                   | Tarczyński Arena, Wrocław Widzów: 22 081 Sędzia: Bartosz Frankowski (Toruń) |
| 12:30             | Michał Rzuchowski 85' · Samiec-Talar 90+7' | (1:0) | 41' Louveau · 56' Marciniak | Tarczyński Arena, Wrocław Widzów: 22 081 Sędzia: Bartosz Frankowski (Toruń) |

| 75 listopada 2023 | Raków Częstochowa                                       | 5:0   | Zagłębie Lubin | |
| 15:00             | Racovițan 4' · Yeboah 39', 51' · Crnac 54' · Kittel 66' | (2:0) |                | Miejski Stadion Piłkarski Raków w Częstochowie, Częstochowa Widzów: 5148 Sędzia: Tomasz Kwiatkowski (Warszawa) |
| 15:00             | 29' Poletanović · 45+1' Wdowiak · 63' Ławniczak         | (2:0) |                | Miejski Stadion Piłkarski Raków w Częstochowie, Częstochowa Widzów: 5148 Sędzia: Tomasz Kwiatkowski (Warszawa) |

| 85 listopada 2023 | Radomiak Radom            | 0:1   | Legia Warszawa                                        |                                                                                  |
| 17:30             |                           | (0:1) | 28' (k) Josué                                         | Stadion im. Braci Czachorów, Radom Widzów: 8569 Sędzia: Łukasz Kuźma (Białystok) |
| 17:30             | Castañeda 6' · Wolski 34' | (0:1) | 21' Kapuadi · 37' Wszołek · 62' Çelhaka · 67' Pekhart | Stadion im. Braci Czachorów, Radom Widzów: 8569 Sędzia: Łukasz Kuźma (Białystok) |

| 96 listopada 2023 | Górnik Zabrze                             | 1:0   | Cracovia                               |                                                                                     |
| 19:00             | Olkowski 82'                              | (0:0) |                                        | Stadion im. Ernesta Pohla, Zabrze Widzów: 9409 Sędzia: Daniel Stefański (Bydgoszcz) |
| 19:00             | Kaprálik 64' · Musiolik 78' · Sekulić 88' | (0:0) | 17' Rakoczy · 47' Knap · 83' Skovgaard | Stadion im. Ernesta Pohla, Zabrze Widzów: 9409 Sędzia: Daniel Stefański (Bydgoszcz) |

### 15. kolejka (10 – 13 listopada)
| 110 listopada 2023 | Warta Poznań      | 0:2   | Puszcza Niepołomice        | |
| 18:00              |                   | (0:2) | 14' Yakuba · 24' Craciun   | Stadion Dyskobolii Grodzisk Wielkopolski, Grodzisk Wielkopolski Widzów: 1475 Sędzia: Marcin Kochanek (Opole) |
| 18:00              | Pleśnierowicz 18' | (0:2) | 36' Zapolnik · 42' Stępień | Stadion Dyskobolii Grodzisk Wielkopolski, Grodzisk Wielkopolski Widzów: 1475 Sędzia: Marcin Kochanek (Opole) |

| 210 listopada 2023 | Cracovia                              | 0:1   | Śląsk Wrocław                     | |
| 20:30              |                                       | (0:1) | 15' Leiva                         | Stadion Cracovii im. Józefa Piłsudskiego, Kraków Widzów: 6239 Sędzia: Marcin Szczerbowicz (Olsztyn) |
| 20:30              | Skovgaard 25' · Kacper Śmiglewski 85' | (0:1) | 27', 52' Leiva · 73', 77' Macenko | Stadion Cracovii im. Józefa Piłsudskiego, Kraków Widzów: 6239 Sędzia: Marcin Szczerbowicz (Olsztyn) |

| 311 listopada 2023 | ŁKS Łódź                                                                            | 3:3   | Piast Gliwice                               |                                                                                |
| 15:00              | Ramírez 45+7' (k) · Tejan 48' · Piotr Janczukowicz 67'                              | (1:3) | 10' Kądzior · 20' Mosór · 38' Ameyaw        | Stadion Miejski w Łodzi, Łódź Widzów: 7921 Sędzia: Paweł Raczkowski (Warszawa) |
| 15:00              | Dankowski 18' · Mokrzycki 60' · Tejan 60' · Tutyškinas 76' · Piotr Janczukowicz 90' | (1:3) | 2' Tomasiewicz · 45+6' Katránis · 90' Mosór | Stadion Miejski w Łodzi, Łódź Widzów: 7921 Sędzia: Paweł Raczkowski (Warszawa) |

| 411 listopada 2023 | Zagłębie Lubin         | 1:1   | Widzew Łódź                 |                                                                                 |
| 17:30              | Wdowiak 60'            | (0:0) | 90+9' Rondić                | Stadion Zagłębia Lubin, Lubin Widzów: 7619 Sędzia: Daniel Stefański (Bydgoszcz) |
| 17:30              | Dioudis 90+11', 90+15' | (0:0) | 22' Cigaņiks · 90+14' Miloš | Stadion Zagłębia Lubin, Lubin Widzów: 7619 Sędzia: Daniel Stefański (Bydgoszcz) |

| 511 listopada 2023 | Korona Kielce                | 2:2   | Jagiellonia Białystok                  |                                                                   |
| 20:00              | Nono 45+4' (k) · Remacle 67' | (1:0) | 56' Imaz · 81' Lewicki                 | Suzuki Arena, Kielce Widzów: 10 859 Sędzia: Karol Arys (Szczecin) |
| 20:00              | Nono 45+3' · Zator 85'       | (1:0) | 45+3' Nené · 45+3' Sáček · 85' Lewicki | Suzuki Arena, Kielce Widzów: 10 859 Sędzia: Karol Arys (Szczecin) |

| 612 listopada 2023 | Stal Mielec              | 2:1   | Górnik Zabrze | |
| 12:30              | Matras 15' · Shkurin 51' | (1:1) | 9' Czyż       | Stadion Miejskiego Ośrodka Sportu i Rekreacji w Mielcu, Mielec Widzów: 5665 Sędzia: Jarosław Przybył (Kluczbork) |
| 12:30              | Esselink 55'             | (1:1) |               | Stadion Miejskiego Ośrodka Sportu i Rekreacji w Mielcu, Mielec Widzów: 5665 Sędzia: Jarosław Przybył (Kluczbork) |

| 712 listopada 2023 | Pogoń Szczecin             | 1:1   | Raków Częstochowa |                                                                                                 |
| 15:00              | Gorgon 67'                 | (0:0) | 54' Nowak         | Stadion Miejski im. Floriana Krygiera, Szczecin Widzów: 19 277 Sędzia: Szymon Marciniak (Płock) |
| 15:00              | 44' Plavšić · 56' Berggren | (0:0) |                   | Stadion Miejski im. Floriana Krygiera, Szczecin Widzów: 19 277 Sędzia: Szymon Marciniak (Płock) |

| 812 listopada 2023 | Legia Warszawa                           | 0:0   | Lech Poznań              | |
| 17:30              |                                          | (0:0) |                          | Stadion Miejski Legii Warszawa im. Marszałka Józefa Piłsudskiego, Warszawa Widzów: 29 028 Sędzia: Piotr Lasyk (Bytom) |
| 17:30              | Pekhart 14' · Kapuadi 87' · Kramer 90+1' | (0:0) | 64' Murawski · 73' Ishak | Stadion Miejski Legii Warszawa im. Marszałka Józefa Piłsudskiego, Warszawa Widzów: 29 028 Sędzia: Piotr Lasyk (Bytom) |

| 913 listopada 2023 | Ruch Chorzów              | 0:0   | Radomiak Radom                                                      |                                                                             |
| 19:00              |                           | (0:0) |                                                                     | Stadion Śląski, Chorzów Widzów: 12 783 Sędzia: Damian Sylwestrzak (Wrocław) |
| 19:00              | Szczepan 68' · Sadlok 70' | (0:0) | 30' Castañeda · 74' Kaput · 80' Rossi · 86' Henrique · 90+3' Luizão | Stadion Śląski, Chorzów Widzów: 12 783 Sędzia: Damian Sylwestrzak (Wrocław) |

### 16. kolejka (24 – 27 listopada)
| 124 listopada 2023 | ŁKS Łódź      | 0:2   | Zagłębie Lubin                 |                                                                              |
| 18:00              |               | (0:1) | 9' Kopacz · 49' Ławniczak      | Stadion Miejski w Łodzi, Łódź Widzów: 6473 Sędzia: Sebastian Krasny (Kraków) |
| 18:00              | Mokrzycki 37' | (0:1) | 40' Makowski · 86' Poletanović | Stadion Miejski w Łodzi, Łódź Widzów: 6473 Sędzia: Sebastian Krasny (Kraków) |

| 224 listopada 2023 | Jagiellonia Białystok                   | 0:0   | Piast Gliwice           |                                                                              |
| 20:30              |                                         | (0:0) |                         | Stadion Miejski, Białystok Widzów: 8466 Sędzia: Jarosław Przybył (Kluczbork) |
| 20:30              | Romanczuk 16' · Naranjo 41' · Sáček 90' | (0:0) | 14' Holúbek · 73' Mosór | Stadion Miejski, Białystok Widzów: 8466 Sędzia: Jarosław Przybył (Kluczbork) |

| 325 listopada 2023 | Raków Częstochowa        | 1:1   | Cracovia                                                     | |
| 15:00              | Nowak 88' (k)            | (0:1) | 25' Ghiță                                                    | Miejski Stadion Piłkarski Raków w Częstochowie, Częstochowa Widzów: 4976 Sędzia: Paweł Raczkowski (Warszawa) |
| 15:00              | Tudor 20' · Rundić 90+2' | (0:1) | 68' Skovgaard · 73' Kakabadze · 85' Jaroszyński · 86' Oshima | Miejski Stadion Piłkarski Raków w Częstochowie, Częstochowa Widzów: 4976 Sędzia: Paweł Raczkowski (Warszawa) |

| 425 listopada 2023 | Pogoń Szczecin                 | 2:3   | Stal Mielec          | |
| 17:30              | Kuluris 21' · Biczachczian 27' | (2:1) | 6', 55', 84' Szkuryn | Stadion Miejski im. Floriana Krygiera, Szczecin Widzów: 15 183 Sędzia: Krzysztof Jakubik (Siedlce) |
| 17:30              | 42' Ehmann                     | (2:1) |                      | Stadion Miejski im. Floriana Krygiera, Szczecin Widzów: 15 183 Sędzia: Krzysztof Jakubik (Siedlce) |

| 525 listopada 2023 | Legia Warszawa                                                   | 2:2   | Warta Poznań                                             | |
| 20:00              | Josué 45+5' (k) · Muçi 63'                                       | (1:2) | 7' Přikryl · 40' (k) Eppel                               | Stadion Miejski Legii Warszawa im. Marszałka Józefa Piłsudskiego, Warszawa Widzów: 25 656 Sędzia: Damian Kos (Gdańsk) |
| 20:00              | Wszołek 32' · Pankov 39' · Josué 45+7' · Slisz 54' · Çelhaka 86' | (1:2) | 59' Bartkowski · 78' Savić · 89' Lis · 90+7' Szymonowicz | Stadion Miejski Legii Warszawa im. Marszałka Józefa Piłsudskiego, Warszawa Widzów: 25 656 Sędzia: Damian Kos (Gdańsk) |

| 626 listopada 2023 | Puszcza Niepołomice                                                                                | 2:1   | Górnik Zabrze    | |
| 12:30              | Mroziński 54' · Siemaszko 71'                                                                      | (0:1) | 45' (k) Yokota   | Stadion Cracovii im. Józefa Piłsudskiego, Kraków Widzów: 2695 Sędzia: Tomasz Kwiatkowski (Warszawa) |
| 12:30              | Bartosz 24' · Yakuba 28' · Hajda 36' · Craciun 73' · Kacper Cichoń 86' · Bartłomiej Poczobut 90+4' | (0:1) | 90+4' Nascimento | Stadion Cracovii im. Józefa Piłsudskiego, Kraków Widzów: 2695 Sędzia: Tomasz Kwiatkowski (Warszawa) |

| 726 listopada 2023 | Ruch Chorzów                 | 1:1   | Korona Kielce               |                                                                             |
| 15:00              | Szczepan 49'                 | (0:0) | 90+3' Trojak                | Stadion Śląski, Chorzów Widzów: 13 099 Sędzia: Daniel Stefański (Bydgoszcz) |
| 15:00              | Sadlok 46' · Foszmańczyk 82' | (0:0) | 23' Błanik · 80' Hofmeister | Stadion Śląski, Chorzów Widzów: 13 099 Sędzia: Daniel Stefański (Bydgoszcz) |

| 826 listopada 2023 | Lech Poznań              | 1:3   | Widzew Łódź                                         |                                                                            |
| 17:30              | Karlström 88'            | (0:1) | 16' Álvarez · 90+3' Antoni Klimek · 90+6' Pawłowski | Stadion Poznań, Poznań Widzów: 25 811 Sędzia: Damian Sylwestrzak (Wrocław) |
| 17:30              | Milić 79' · Murawski 90' | (0:1) | 15' Silva · 51' Kun · 82' Pawłowski                 | Stadion Poznań, Poznań Widzów: 25 811 Sędzia: Damian Sylwestrzak (Wrocław) |

| 927 listopada 2023 | Radomiak Radom          | 0:1   | Śląsk Wrocław                 |                                                                             |
| 19:00              |                         | (0:0) | 55' Expósito                  | Stadion im. Braci Czachorów, Radom Widzów: 6016 Sędzia: Piotr Lasyk (Bytom) |
| 19:00              | Leândro 37' · Rossi 47' | (0:0) | 25' Petkov · 80' Samiec-Talar | Stadion im. Braci Czachorów, Radom Widzów: 6016 Sędzia: Piotr Lasyk (Bytom) |

### 17. kolejka (1 – 3 grudnia)
| 11 grudnia 2023 | Warta Poznań                                            | 1:2   | Jagiellonia Białystok   | |
| 18:00           | Żurawski 32'                                            | (1:1) | 1' Hansen · 66' Naranjo | Stadion Dyskobolii Grodzisk Wielkopolski, Grodzisk Wielkopolski Widzów: 1058 Sędzia: Karol Arys (Szczecin) |
| 18:00           | Matuszewski 19' · Luís 23' · Vizinger 47' · Borowski 2' | (1:1) | 44' Diéguez             | Stadion Dyskobolii Grodzisk Wielkopolski, Grodzisk Wielkopolski Widzów: 1058 Sędzia: Karol Arys (Szczecin) |

| 21 grudnia 2023 | Górnik Zabrze                                                        | 1:0   | Pogoń Szczecin              |                                                                                       |
| 20:30           | Ennali 5'                                                            | (1:0) |                             | Stadion im. Ernesta Pohla, Zabrze Widzów: 10 239 Sędzia: Jarosław Przybył (Kluczbork) |
| 20:30           | Janža 70', 70' · Sekulić 88' · Musiolik 90+2' · Kamil Lukoszek 90+4' | (1:0) | 20' Zech · 41' Bichakhchyan | Stadion im. Ernesta Pohla, Zabrze Widzów: 10 239 Sędzia: Jarosław Przybył (Kluczbork) |

| 32 grudnia 2023 | Widzew Łódź | 0:3   | Radomiak Radom                         |                                                                          |
| 17:30           |             | (0:2) | 38' Semedo · 45+4' Semedo · 74' Wolski | Stadion Widzewa Łódź, Łódź Widzów: 15 467 Sędzia: Tomasz Musiał (Kraków) |
| 17:30           | Żyro 33'    | (0:2) | 44' Semedo                             | Stadion Widzewa Łódź, Łódź Widzów: 15 467 Sędzia: Tomasz Musiał (Kraków) |

| 42 grudnia 2023 | Korona Kielce | 0:1   | Lech Poznań                              |                                                                      |
| 20:00           |               | (0:0) | 86' Velde                                | Suzuki Arena, Kielce Widzów: 8763 Sędzia: Bartosz Frankowski (Toruń) |
| 20:00           | Nono 88'      | (0:0) | 14' Douglas · 38' Gholizadeh · 84' Hotić | Suzuki Arena, Kielce Widzów: 8763 Sędzia: Bartosz Frankowski (Toruń) |

| 53 grudnia 2023 | Cracovia                                     | 4:4   | Ruch Chorzów                                                          | |
| 12:30           | Rakoczy 18' · Knap 60', 89' (k) · Makuch 77' | (1:2) | 32' (k), 64' Szczepan · 45+2' Bartolewski · 81' Swędrowski            | Stadion Cracovii im. Józefa Piłsudskiego, Kraków Widzów: 6945 Sędzia: Tomasz Kwiatkowski (Warszawa) |
| 12:30           | Kakabadze 30' · Rakoczy 34'                  | (1:2) | 34' Sadlok · 66' Podstawski · 84' Swędrowski · 90+6' Szymon Szymański | Stadion Cracovii im. Józefa Piłsudskiego, Kraków Widzów: 6945 Sędzia: Tomasz Kwiatkowski (Warszawa) |

| 63 grudnia 2023 | Zagłębie Lubin | 0:3   | Legia Warszawa                             |                                                                        |
| 15:00           |                | (0:2) | 2' Augustyniak · 4' Pankov · 64' (k) Josué | Stadion Zagłębia Lubin, Lubin Widzów: 6235 Sędzia: Piotr Lasyk (Bytom) |
| 15:00           | 81' Elitim     | (0:2) |                                            | Stadion Zagłębia Lubin, Lubin Widzów: 6235 Sędzia: Piotr Lasyk (Bytom) |

| 73 grudnia 2023 | Śląsk Wrocław    | 1:1   | Raków Częstochowa |                                                                           |
| 17:30           | Samiec-Talar 67' | (0:1) | 24' Kittel        | Tarczyński Arena, Wrocław Widzów: 40 000 Sędzia: Szymon Marciniak (Płock) |
| 17:30           | Schwarz 90'      | (0:1) | 52' Plavšić       | Tarczyński Arena, Wrocław Widzów: 40 000 Sędzia: Szymon Marciniak (Płock) |

| 828 lutego 2024 | Stal Mielec                     | 1:0   | ŁKS Łódź                               | |
| 18:30           | Szkuryn 27'                     | (1:0) |                                        | Stadion Miejskiego Ośrodka Sportu i Rekreacji w Mielcu, Mielec Widzów: 5673 Sędzia: Sebastian Krasny (Kraków) |
| 18:30           | Pingot 40', 90+1' · Szkuryn 70' | (1:0) | 69' Balić · 70' Məmmədov · 73' Durmisi | Stadion Miejskiego Ośrodka Sportu i Rekreacji w Mielcu, Mielec Widzów: 5673 Sędzia: Sebastian Krasny (Kraków) |

| 912 marca 2024 | Piast Gliwice                        | 1:0   | Puszcza Niepołomice              |                                                                          |
| 18:30          | Félix 43'                            | (1:0) |                                  | Stadion Miejski, Gliwice Widzów: 3365 Sędzia: Patryk Gryckiewicz (Toruń) |
| 18:30          | Dziczek 33' · Pyrka 47' · Ameyaw 83' | (1:0) | 54' Hubert Tomalski · 90' Walski | Stadion Miejski, Gliwice Widzów: 3365 Sędzia: Patryk Gryckiewicz (Toruń) |

### 18. kolejka (8 – 11 grudnia)
| 18 grudnia 2023 | Ruch Chorzów                            | 2:2   | Zagłębie Lubin               |                                                                           |
| 18:00           | Michał Feliks 78' · Letniowski 82'      | (0:1) | 9' Kurminowski · 50' Chodyna | Stadion Śląski, Chorzów Widzów: 10 112 Sędzia: Patryk Gryckiewicz (Toruń) |
| 18:00           | Szczepan 74', 90' · Przemysław Szur 84' | (0:1) | 40' Chodyna · 54' Ławniczak  | Stadion Śląski, Chorzów Widzów: 10 112 Sędzia: Patryk Gryckiewicz (Toruń) |

| 28 grudnia 2023 | Pogoń Szczecin                                        | 3:3   | Warta Poznań                                | |
| 20:30           | Fornalczyk 50' · Bartkowski 61' (sam.) · Grosicki 78' | (0:1) | 9' Żurawski · 82' Stawropulos · 90+1' Szmyt | Stadion Miejski im. Floriana Krygiera, Szczecin Widzów: 8801 Sędzia: Marcin Szczerbowicz (Olsztyn) |
| 20:30           | 51' Szmyt · 68' Stawropulos                           | (0:1) |                                             | Stadion Miejski im. Floriana Krygiera, Szczecin Widzów: 8801 Sędzia: Marcin Szczerbowicz (Olsztyn) |

| 39 grudnia 2023 | Radomiak Radom                     | 1:1   | Górnik Zabrze                                                       |                                                                             |
| 17:30           | Rossi 44'                          | (1:1) | 19' Ennali                                                          | Stadion im. Braci Czachorów, Radom Widzów: 5647 Sędzia: Damian Kos (Gdańsk) |
| 17:30           | Luizão 27' · Kaput 63' · Rossi 68' | (1:1) | 45' Sipľak · 45+2', 51' Norbert Barczak · 51' Janicki · 77' Pacheco | Stadion im. Braci Czachorów, Radom Widzów: 5647 Sędzia: Damian Kos (Gdańsk) |

| 49 grudnia 2023 | Cracovia                   | 2:2   | Stal Mielec                  | |
| 15:00           | Källman 69' · Knap 80' (k) | (0:0) | 86' Meriluoto · 87' Getinger | Stadion Cracovii im. Józefa Piłsudskiego, Kraków Widzów: 5164 Sędzia: Damian Sylwestrzak (Wrocław) |

| 59 grudnia 2023 | Śląsk Wrocław | 0:0   | Korona Kielce           |                                                                               |
| 20:00           |               | (0:0) |                         | Tarczyński Arena, Wrocław Widzów: 12 376 Sędzia: Daniel Stefański (Bydgoszcz) |
| 20:00           | Olsen 71'     | (0:0) | 35' Takáč · 85' Remacle | Tarczyński Arena, Wrocław Widzów: 12 376 Sędzia: Daniel Stefański (Bydgoszcz) |

| 610 grudnia 2023 | Lech Poznań                              | 0:1   | Piast Gliwice                 |                                                                     |
| 12:30            |                                          | (0:0) | 86' (k) Dziczek               | Stadion Poznań, Poznań Widzów: 14 104 Sędzia: Karol Arys (Szczecin) |
| 12:30            | Blažič 55' · Ishak 85' · Karlström 90+5' | (0:0) | 57' Szczepański · 90+9' Mokwa | Stadion Poznań, Poznań Widzów: 14 104 Sędzia: Karol Arys (Szczecin) |

| 710 grudnia 2023 | ŁKS Łódź                             | 1:1   | Legia Warszawa                            |                                                                             |
| 15:00            | Jędrzej Zając 45'                    | (1:0) | 51' Wszołek                               | Stadion Miejski w Łodzi, Łódź Widzów: 10 087 Sędzia: Tomasz Musiał (Kraków) |
| 15:00            | Szeliga 67' · Tejan 90' · Flis 90+6' | (1:0) | 44' Elitim · 45+6' Ribeiro · 90+5' Pankov | Stadion Miejski w Łodzi, Łódź Widzów: 10 087 Sędzia: Tomasz Musiał (Kraków) |

| 810 grudnia 2023 | Jagiellonia Białystok                    | 4:2   | Raków Częstochowa           |                                                                               |
| 17:30            | Naranjo 12', 33' · Nené 46', 63'         | (2:1) | 22' Swarnas · 86' Zwoliński | Stadion Miejski, Białystok Widzów: 10 109 Sędzia: Krzysztof Jakubik (Siedlce) |
| 17:30            | Romanczuk 56' · Naranjo 74' · Pululu 90' | (2:1) | 52' Berggren                | Stadion Miejski, Białystok Widzów: 10 109 Sędzia: Krzysztof Jakubik (Siedlce) |

| 911 grudnia 2023 | Puszcza Niepołomice                                       | 1:0   | Widzew Łódź                                          |                                                                                                   |
| 19:00            | Craciun 60' (k)                                           | (0:0) |                                                      | Stadion Cracovii im. Józefa Piłsudskiego, Kraków Widzów: 1677 Sędzia: Paweł Raczkowski (Warszawa) |
| 19:00            | Mroziński 74' · Zapolnik 77' · Craciun 85' · Yakuba 90+3' | (0:0) | 7' Żyro · 51' Zieliński · 56' Juan Ibiza · 81' Tkacz | Stadion Cracovii im. Józefa Piłsudskiego, Kraków Widzów: 1677 Sędzia: Paweł Raczkowski (Warszawa) |

### 19. kolejka (15 – 18 grudnia)
| 115 grudnia 2023 | Górnik Zabrze                              | 3:0   | Warta Poznań |                                                                                |
| 18:00            | Yokota 28' · Kaprálik 47' · Podolski 90+1' | (1:0) |              | Stadion im. Ernesta Pohla, Zabrze Widzów: 11 987 Sędzia: Wojciech Myć (Lublin) |
| 18:00            | Yokota 30' · Szcześniak 56' · Kaprálik 77' | (1:0) | 45+6' Țîru   | Stadion im. Ernesta Pohla, Zabrze Widzów: 11 987 Sędzia: Wojciech Myć (Lublin) |

| 215 grudnia 2023 | Zagłębie Lubin | 1:2   | Śląsk Wrocław                        |                                                                                 |
| 20:30            | Muñoz 84'      | (0:0) | 46' Michał Rzuchowski · 75' Expósito | Stadion Zagłębia Lubin, Lubin Widzów: 7839 Sędzia: Jarosław Przybył (Kluczbork) |

| 316 grudnia 2023 | Puszcza Niepołomice                                        | 3:3   | Jagiellonia Białystok               |                                                                                                  |
| 15:00            | Siemaszko 50' · Craciun 63' (k), 83' (k)                   | (0:3) | 9' Wdowik · 17' Nené · 28' Imaz     | Stadion Cracovii im. Józefa Piłsudskiego, Kraków Widzów: 1731 Sędzia: Bartosz Frankowski (Toruń) |
| 15:00            | Zapolnik 42' · Stępień 69' · Mešanović 84' · Cholewiak 89' | (0:3) | 14' Skrzypczak · 69', 80' Romanczuk | Stadion Cracovii im. Józefa Piłsudskiego, Kraków Widzów: 1731 Sędzia: Bartosz Frankowski (Toruń) |

| 416 grudnia 2023 | Widzew Łódź                       | 1:2   | Pogoń Szczecin               |                                                                       |
| 17:30            | Álvarez 43'                       | (1:1) | 45+2' Grosicki · 52' Kuluris | Stadion Widzewa Łódź, Łódź Widzów: 16 654 Sędzia: Piotr Lasyk (Bytom) |
| 17:30            | Silva 10' · Paweł Kwiatkowski 62' | (1:1) | 41' Gorgon · 44' Wahlqvist   | Stadion Widzewa Łódź, Łódź Widzów: 16 654 Sędzia: Piotr Lasyk (Bytom) |

| 516 grudnia 2023 | Radomiak Radom                                                       | 2:2   | Lech Poznań                                                                                         |                                                                                      |
| 20:00            | Abramowicz 79' · Jean Carlos 90+5'                                   | (0:1) | 30' Kwekweskiri · 50' Pereira                                                                       | Stadion im. Braci Czachorów, Radom Widzów: 6006 Sędzia: Daniel Stefański (Bydgoszcz) |
| 20:00            | Donis 15' · Pik 47' · Rossi 64' · Henrique 90+4' · Jean Carlos 90+7' | (0:1) | 16' Salamon · 18' Hotić · , 64' Karlström · 54' Marchwiński · 64' Murawski · 68' Mrozek · 76' Velde | Stadion im. Braci Czachorów, Radom Widzów: 6006 Sędzia: Daniel Stefański (Bydgoszcz) |

| 617 grudnia 2023 | ŁKS Łódź                   | 1:1   | Ruch Chorzów               |                                                                                |
| 12:30            | Hoti 32'                   | (1:0) | 88' Przemysław Szur        | Stadion Miejski w Łodzi, Łódź Widzów: 9048 Sędzia: Krzysztof Jakubik (Siedlce) |
| 12:30            | Mokrzycki 48' · Pirulo 83' | (1:0) | 41' Kozak · 43' Letniowski | Stadion Miejski w Łodzi, Łódź Widzów: 9048 Sędzia: Krzysztof Jakubik (Siedlce) |

| 717 grudnia 2023 | Raków Częstochowa    | 1:0   | Korona Kielce | |
| 15:00            | Malarczyk 87' (sam.) | (0:0) |               | Miejski Stadion Piłkarski Raków w Częstochowie, Częstochowa Widzów: 4816 Sędzia: Tomasz Musiał (Kraków) |
| 15:00            | Sorescu 67'          | (0:0) | 21' Malarczyk | Miejski Stadion Piłkarski Raków w Częstochowie, Częstochowa Widzów: 4816 Sędzia: Tomasz Musiał (Kraków) |

| 817 grudnia 2023 | Legia Warszawa                                                   | 2:0   | Cracovia                 | |
| 17:30            | Kun 46' · Kramer 86' (k)                                         | (0:0) |                          | Stadion Miejski Legii Warszawa im. Marszałka Józefa Piłsudskiego, Warszawa Widzów: 20 116 Sędzia: Łukasz Kuźma (Białystok) |
| 17:30            | Josué 40' · Çelhaka 56' · Slisz 82' · Kramer 88' · Kapuadi 90+3' | (0:0) | 31' Kakabadze · 33' Glik | Stadion Miejski Legii Warszawa im. Marszałka Józefa Piłsudskiego, Warszawa Widzów: 20 116 Sędzia: Łukasz Kuźma (Białystok) |

| 918 grudnia 2023 | Piast Gliwice                     | 3:0   | Stal Mielec                                                  |                                                                         |
| 19:00            | Huk 51' · Félix 62' · Kądzior 73' | (0:0) |                                                              | Stadion Miejski, Gliwice Widzów: 3171 Sędzia: Sebastian Krasny (Kraków) |
| 19:00            | Huk 31' · Chrapek 46'             | (0:0) | 19' Getinger · 59' Guillaumier · 72' Pajnowski · 77' Stępień | Stadion Miejski, Gliwice Widzów: 3171 Sędzia: Sebastian Krasny (Kraków) |